# قائمة إصدارات الطوابع البريدية في عجمان (1967)
الكثير من الطوابع التي أصدرت في إمارة عجمان تصنف ضمن طوابع الكثبان الرملية. طبعت هذه الطوابع بكثرة في الستينيات وأوائل السبعينيات من القرن الماضي، وتكاد تكون عديمة القيمة اليوم.
وجد فينبار كيني وهو رجل أعمال أمريكي ومن هواة جمع الطوابع الفرصة لإنشاء عدد من الإصدارات من الطوابع التي تستهدف سوق جامعي الطوابع المربح. وقد أبرم في عام 1964 اتفاقات مع إمارات الخليج العربي لإصدار طوابع، ومن بينها إمارة عجمان. حملت هذه الطوابع مصورا ذات ألوان وأشكال صارخة وليس لها صلة فعلية بالإمارات.
كان بيع الطوابع البريدية لفترة قصيرة تجارة مربحة للإمارات، حيث كان لمعظم الإمارات القليل من مصادر الدخل، باستثناء إمارة أبو ظبي، التي توفر فيها إنتاج النفط منذ عام 1965. ومع ذلك، انخفضت الإيرادات التي تصل إلى 70 ألف جنيه إسترليني للإمارات الأفقر إلى 30 ألف جنيه إسترليني مع التشبع الحتمي للسوق. شكل بيع الطوابع بحلول عام 1966 المصدر الرئيسي لدخل الإمارات المتصالحة الشمالية.
أدى انتشارها في النهاية إلى تقليل قيمتها، ولهذا السبب، فإن العديد من الكتالوجات الشعبية اليوم لا تدرجها حتى.
اتهم فينبار كيني بالتورط في قضية رشوة في الولايات المتحدة بسبب تعاملاته مع حكومة جزر كوك. انتهت ترتيبات فينبار كيني عندما توحدت الإمارات العربية المتحدة في ديسمبر 1971.
هذه قائمة إصدارات الطوابع البريدية في عجمان لعام 1967، أصدرت عدة إصدارات، أبرزها الإصدارات التالية.

## إصدارات توشيح الطوابع بعملة الريال
كما أعيد إصدار الطوابع بعد تغيير العملة من الروبية الخليجية إلى ريال قطر ودبي بتوشيح الطوابع. وقد كان ريال قطر ودبي العملة الرسمية التي تم تداولها في كل من قطر ودبي وبقية الإمارات باستثناء إمارة أبو ظبي من تاريخ 18 سبتمبر 1966 إلى 19 مايو 1973. وكان مجلس نقد قطر ودبي هو مركز الإصدار لهذه العملة.
ومن بين الإصدارات التي وشحت بتغيير العملة:
- إصدارات راشد بن حميد النعيمي التي أصدرت في 20 يونيو 1964:

| #  | تاريخ الإصدار | الوصف                                                                                              | صورة الإصدار المخرم | القيمة القديمة | القيمة الجديدة |
| -- | ------------- | -------------------------------------------------------------------------------------------------- | ------------------- | -------------- | -------------- |
| 1  | 1967          | طابع ملون تظهر فيه صورة حاكم إمارة عجمان الشيخ راشد بن حميد النعيمي مع صورة حصان                   |                     | 1 بيزة         | درهم واحد      |
| 2  | 1967          | طابع ملون تظهر فيه صورة حاكم إمارة عجمان الشيخ راشد بن حميد النعيمي مع صورة سمكة ملاك ملكي         |                     | 2 بيزتان       | درهمان         |
| 3  | 1967          | طابع ملون تظهر فيه صورة حاكم إمارة عجمان الشيخ راشد بن حميد النعيمي مع صورة جمل                    |                     | 3 بيزات        | 3 دراهم        |
| 4  | 1967          | طابع ملون تظهر فيه صورة حاكم إمارة عجمان الشيخ راشد بن حميد النعيمي مع صورة سمكة ملاك الملكة       |                     | 4 بيزات        | 4 دراهم        |
| 5  | 1967          | طابع ملون تظهر فيه صورة حاكم إمارة عجمان الشيخ راشد بن حميد النعيمي مع صورة سلحفاة مهمازية الورك   |                     | 5 بيزات        | 5 دراهم        |
| 6  | 1967          | طابع ملون تظهر فيه صورة حاكم إمارة عجمان الشيخ راشد بن حميد النعيمي مع صورة سمكة الجوهرة الأفريقية |                     | 10 بيزات       | 10 دراهم       |
| 7  | 1967          | طابع ملون تظهر فيه صورة حاكم إمارة عجمان الشيخ راشد بن حميد النعيمي مع صورة لقلق أبيض              |                     | 15 بيزة        | 15 درهما       |
| 8  | 1967          | طابع ملون تظهر فيه صورة حاكم إمارة عجمان الشيخ راشد بن حميد النعيمي مع صورة نورس أبيض العين        |                     | 20 بيزة        | 20 درهما       |
| 9  | 1967          | طابع ملون تظهر فيه صورة حاكم إمارة عجمان الشيخ راشد بن حميد النعيمي مع صورة صقر وكري (حر)          |                     | 30 بيزة        | 30 درهما       |
| 10 | 1967          | طابع ملون تظهر فيه صورة حاكم إمارة عجمان الشيخ راشد بن حميد النعيمي مع صورة حصان                   |                     | 40 بيزة        | 40 درهما       |
| 11 | 1967          | طابع ملون تظهر فيه صورة حاكم إمارة عجمان الشيخ راشد بن حميد النعيمي مع صورة سمكة ملاك ملكي         |                     | 50 بيزة        | 50 درهما       |
| 12 | 1967          | طابع ملون تظهر فيه صورة حاكم إمارة عجمان الشيخ راشد بن حميد النعيمي مع صورة جمل                    |                     | 70 بيزة        | 70 درهما       |
| 13 | 1967          | طابع ملون تظهر فيه صورة حاكم إمارة عجمان الشيخ راشد بن حميد النعيمي مع صورة سمكة ملاك الملكة       |                     | روبية واحدة    | ريال واحد      |
| 14 | 1967          | طابع ملون تظهر فيه صورة حاكم إمارة عجمان الشيخ راشد بن حميد النعيمي مع صورة سلحفاة مهمازية الورك   |                     | روبية ونصف     | ريال ونصف      |
| 15 | 1967          | طابع ملون تظهر فيه صورة حاكم إمارة عجمان الشيخ راشد بن حميد النعيمي مع صورة سمكة الجوهرة الأفريقية |                     | روبيتان        | ريالان         |
| 16 | 1967          | طابع ملون تظهر فيه صورة حاكم إمارة عجمان الشيخ راشد بن حميد النعيمي مع صورة لقلق أبيض              |                     | 3 روبيات       | 3 ريالات       |
| 17 | 1967          | طابع ملون تظهر فيه صورة حاكم إمارة عجمان الشيخ راشد بن حميد النعيمي مع صورة نورس أبيض العين        |                     | 5 روبيات       | 5 ريالات       |
| 18 | 1967          | طابع ملون تظهر فيه صورة حاكم إمارة عجمان الشيخ راشد بن حميد النعيمي مع صورة صقر وكري (حر)          |                     | 10 روبيات      | 10 ريالات      |

- إصدارات راشد بن حميد النعيمي المخصصة للبريد الجوي التي أصدرت في 1965:

| # | تاريخ الإصدار | الوصف                                                                                              | صورة الإصدار المخرم | القيمة القديمة | القيمة الجديدة |
| - | ------------- | -------------------------------------------------------------------------------------------------- | ------------------- | -------------- | -------------- |
| 1 | 1967          | طابع ملون تظهر فيه صورة حاكم إمارة عجمان الشيخ راشد بن حميد النعيمي مع صورة حصان                   |                     | 15 بيزة        | 15 درهما       |
| 2 | 1967          | طابع ملون تظهر فيه صورة حاكم إمارة عجمان الشيخ راشد بن حميد النعيمي مع صورة سمكة ملاك ملكي         |                     | 25 بيزة        | 25 درهما       |
| 3 | 1967          | طابع ملون تظهر فيه صورة حاكم إمارة عجمان الشيخ راشد بن حميد النعيمي مع صورة جمل                    |                     | 35 بيزة        | 35 دراهما      |
| 4 | 1967          | طابع ملون تظهر فيه صورة حاكم إمارة عجمان الشيخ راشد بن حميد النعيمي مع صورة سمكة ملاك الملكة       |                     | 50 بيزة        | 50 دراهما      |
| 5 | 1967          | طابع ملون تظهر فيه صورة حاكم إمارة عجمان الشيخ راشد بن حميد النعيمي مع صورة سلحفاة مهمازية الورك   |                     | 75 بيزة        | 75 دراهما      |
| 6 | 1967          | طابع ملون تظهر فيه صورة حاكم إمارة عجمان الشيخ راشد بن حميد النعيمي مع صورة سمكة الجوهرة الأفريقية |                     | روبية واحدة    | ريال واحد      |
| 7 | 1967          | طابع ملون تظهر فيه صورة حاكم إمارة عجمان الشيخ راشد بن حميد النعيمي مع صورة لقلق أبيض              |                     | روبيتان        | ريالان         |
| 8 | 1967          | طابع ملون تظهر فيه صورة حاكم إمارة عجمان الشيخ راشد بن حميد النعيمي مع صورة نورس أبيض العين        |                     | 3 روبيات       | 3 ريالات       |
| 9 | 1967          | طابع ملون تظهر فيه صورة حاكم إمارة عجمان الشيخ راشد بن حميد النعيمي مع صورة صقر وكري (حر)          |                     | 5 روبيات       | 5 ريالات       |

- إصدارات جون كينيدي التي أصدرت بتاريخ 15 ديسمبر 1964:

| # | تاريخ الإصدار | الوصف                                                                     | صورة الإصدار المخرم | صورة الإصدار غير المخرم | القيمة القديمة | القيمة الجديدة |
| - | ------------- | ------------------------------------------------------------------------- | ------------------- | ----------------------- | -------------- | -------------- |
| 1 | 1967          | طابع ملون تظهر فيه صورة جون كينيدي يرتدي ملابس رياضية                     |                     |                         | 10 بيزات       | 10 دراهم       |
| 2 | 1967          | طابع ملون تظهر فيه صورة جون كينيدي يرتدي ملابس سباحة                      |                     |                         | 15 بيزة        | 15 درهما       |
| 3 | 1967          | طابع ملون تظهر فيه صورة جون كينيدي برتبة ملازم                            |                     |                         | 50 بيزة        | 50 درهما       |
| 4 | 1967          | طابع ملون تظهر فيه صورة جون كينيدي وزوجته جاكلين كينيدي على متن يخت شراعي |                     |                         | 1 روبية        | ريال واحد      |
| 5 | 1967          | طابع ملون تظهر فيه صورة جون كينيدي مع إليانور روزفلت                      |                     |                         | روبيتان        | ريالان         |
| 6 | 1967          | طابع ملون تظهر فيه صورة جون كينيدي مع زوجته وطفله                         |                     |                         | 3 روبيات       | 3 ريالات       |
| 7 | 1967          | طابع ملون تظهر فيه صورة جون كينيدي مع ليندون جونسون وهيوبرت همفري         |                     |                         | 5 روبيات       | 5 ريالات       |
| 8 | 1967          | طابع ملون تظهر فيه صورة جون كينيدي                                        |                     |                         | 10 روبيات      | 10 ريالات      |

كما توفر على شكل بطاقة تذكارية مخرمة وغير مخرمة تحتوي 4 طوابع:

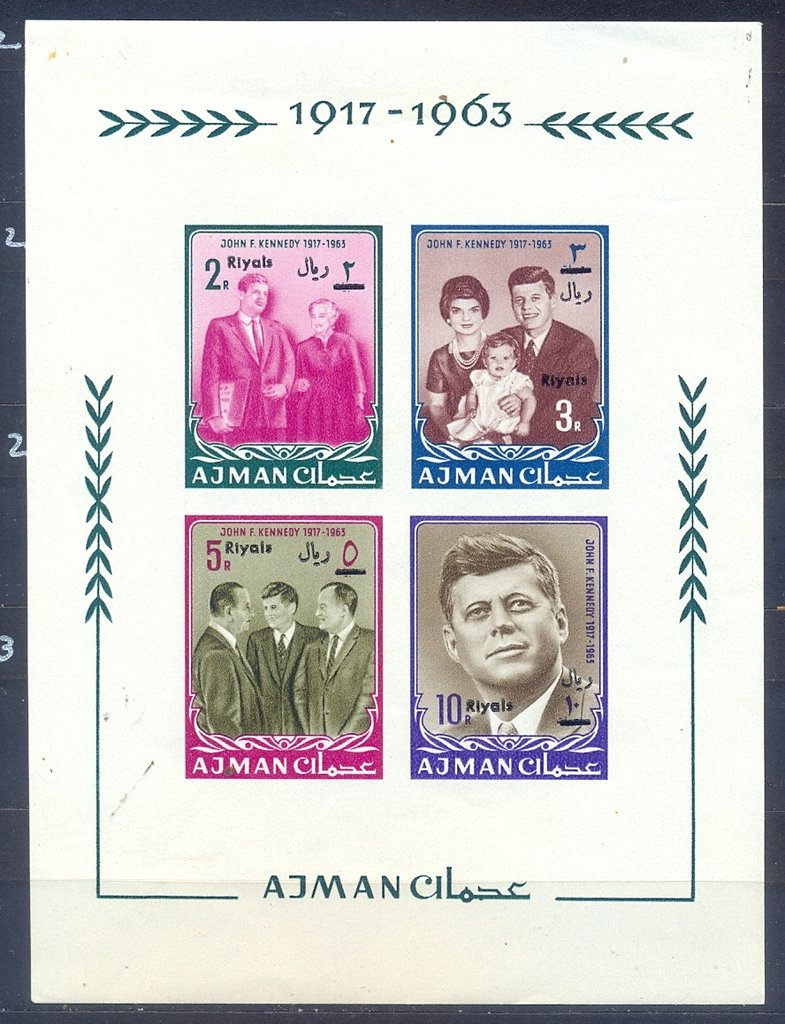
بطاقة تذكارية موشحة بتعديل العملة من الروبية الخليجية إلى ريال قطر ودبي

- إصدارات ونستون تشرشل التي أصدرت بتاريخ 22 يناير 1966:

| # | تاريخ الإصدار | الوصف                                                                                            | صورة الإصدار المخرم | صورة الإصدار غير المخرم | القيمة القديمة | القيمة الجديدة |
| - | ------------- | ------------------------------------------------------------------------------------------------ | ------------------- | ----------------------- | -------------- | -------------- |
| 1 | 1967          | طابع ملون تظهر عليه صورة ونستون تشرشل وصورة جسر البرج في لندن.                                   |                     | 25 بيزة                 | 25 درهما       |                |
| 2 | 1967          | طابع ملون تظهر عليه صورة ونستون تشرشل وصورة قصر بكنغهام.                                         |                     | 50 بيزة                 | 50 درهما       |                |
| 3 | 1967          | طابع ملون تظهر عليه صورة ونستون تشرشل وصورة قصر بلاينهايم.                                       |                     | 75 بيزة                 | 75 درهما       |                |
| 4 | 1967          | طابع ملون تظهر عليه صورة ونستون تشرشل وصورة المتحف البريطاني.                                    |                     | روبية واحدة             | ريال واحد      |                |
| 5 | 1967          | طابع ملون تظهر عليه صورة ونستون تشرشل وصورة كاتدرائية القديس بولس.                               |                     | روبيتان                 | ريالان         |                |
| 6 | 1967          | طابع ملون تظهر عليه صورة ونستون تشرشل وصورة المعرض الوطني وكنيسة سانت مارتن إن ذا فيلدز في لندن. |                     | 3 روبيات                | 3 ريالات       |                |
| 7 | 1967          | طابع ملون تظهر عليه صورة ونستون تشرشل وصورة كنيسة القديس بطرس الكلية في وستمنستر.                |                     | 5 روبيات                | 5 ريالات       |                |
| 8 | 1967          | طابع ملون تظهر عليه صورة ونستون تشرشل وصورة قصر وستمنستر (برلمان المملكة المتحدة).               |                     | 7 روبيات ونصف           | 7 ريالات ونصف  |                |

كما توفرت بطاقات تذكارية:

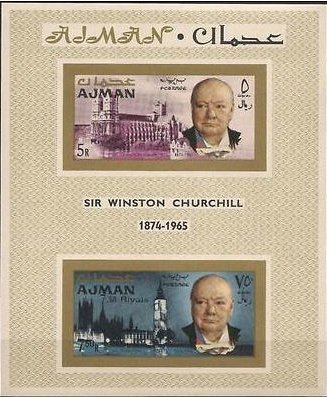
بطاقة تذكارية عدلت قيمتها بعد تغيير القيمة إلى الريال

- إصدارات الألعاب الأولمبية الصيفية 1964 التي أصدرت في 12 يناير 1965:

| #  | تاريخ الإصدار | الوصف                            | صورة الإصدار المخرم | القيمة السابقة | القيمة الجديدة |
| -- | ------------- | -------------------------------- | ------------------- | -------------- | -------------- |
| 1  | 1967          | رياضة الركض                      |                     | 5 بيزات        | 5 دراهم        |
| 2  | 1967          | رياضة الملاكمة                   |                     | 10 بيزات       | 10 دراهم       |
| 3  | 1967          | رياضة الركض                      |                     | 15 بيزة        | 15 درهما       |
| 4  | 1967          | رياضة الجودو                     |                     | 25 بيزة        | 25 درهما       |
| 5  | 1967          | رياضة الجمناستك على حصان المقابض |                     | 50 بيزة        | 50 درهما       |
| 6  | 1967          | رياضة المركب الشراعي             |                     | روبية واحدة    | ريال واحد      |
| 7  | 1967          | رياضة الملاكمة                   |                     | روبية ونصف     | ريال ونصف      |
| 8  | 1967          | رياضة الجودو                     |                     | روبيتان        | ريالان         |
| 9  | 1967          | رياضة المركب الشراعي             |                     | 3 روبيات       | 3 ريالات       |
| 10 | 1967          | رياضة الجمناستك على حصان المقابض |                     | 5 روبيات       | 5 ريالات       |

كما توفرت بطاقات تذكارية وشحت بالعملة الجديدة.

## إصدارات وسائل النقل
في 20 أبريل 1967، أصدرت طوابع تحمل صورة حاكم عجمان الشيخ راشد بن حميد النعيمي مع واحدة من وسائل النقل:

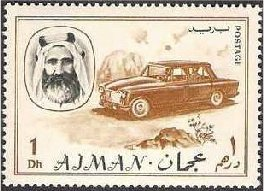
درهم واحد سيارة
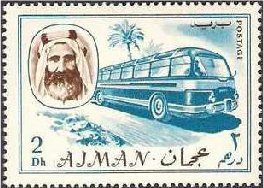
درهمان حافلة
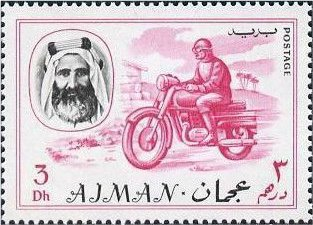
3 دراهم دراجة نارية
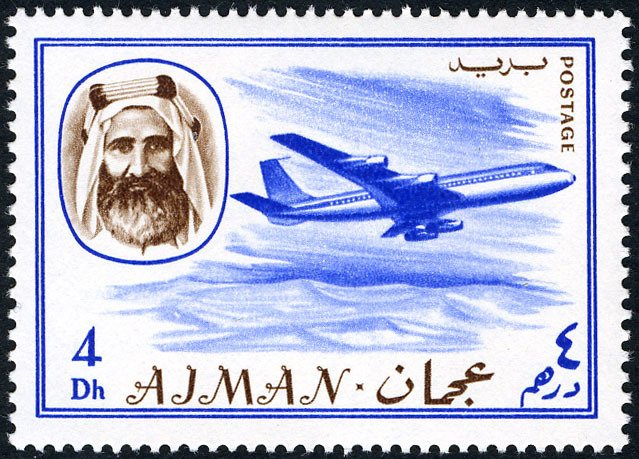
4 دراهم طائرة
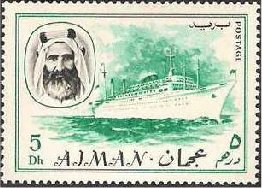
5 دراهم سفينة
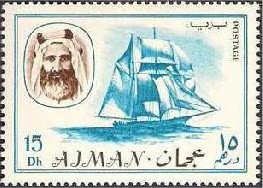
15 درهم مركب شراعي
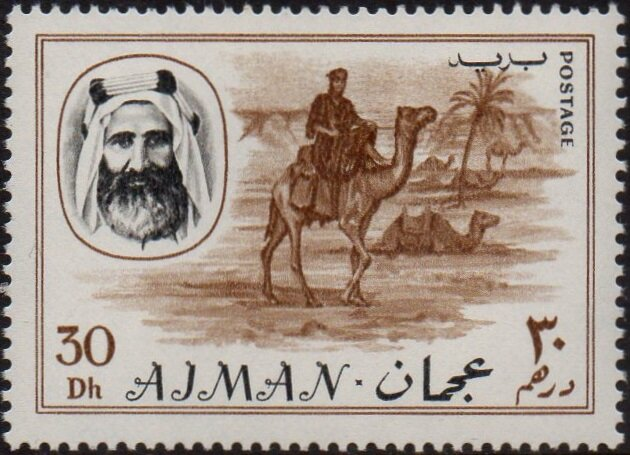
30 درهم جمل
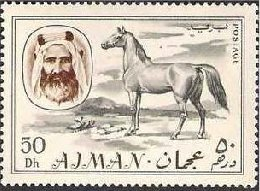
50 درهم حصان
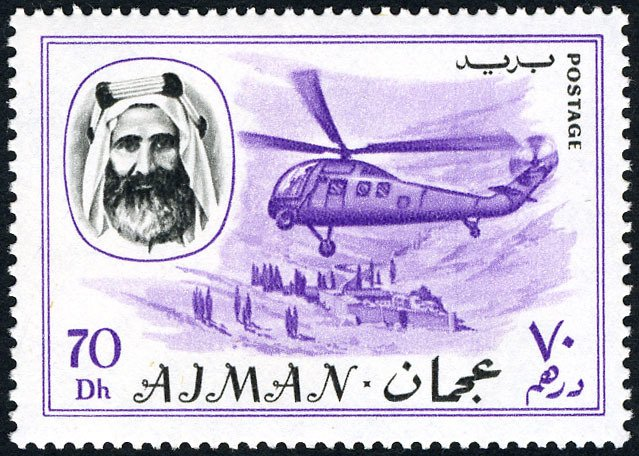
70 درهم طائرة مروحية

وكذلك أيضا أصدرت طوابع مخصصة للبريد الجوي:

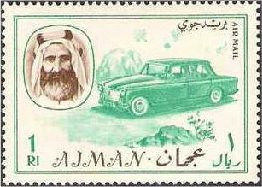
ريال واحد سيارة
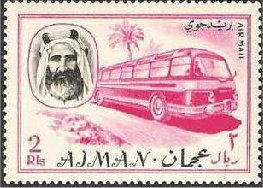
ريالان حافلة
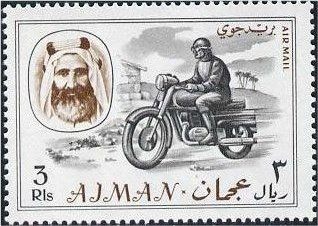
3 ريالات دراجة نارية
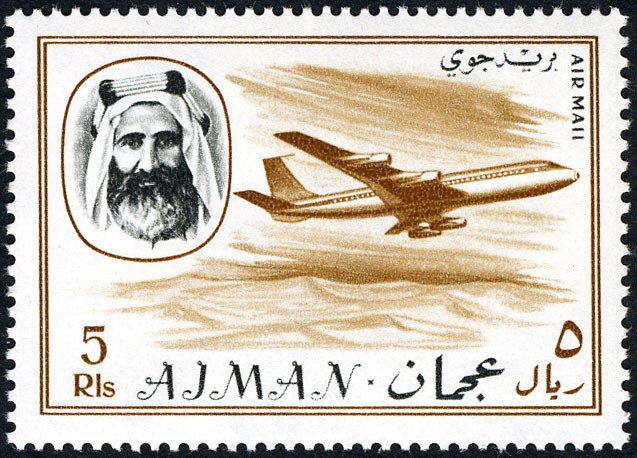
5 ريالات طائرة
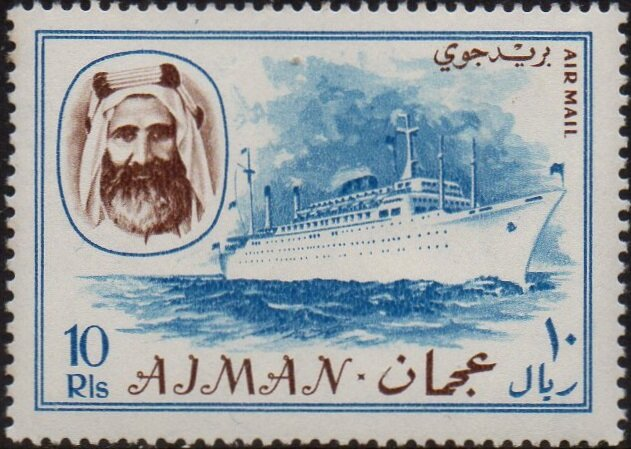
10 ريالات سفينة

## إصدارات ذكرى ميلاد جون كينيدي
في 12 يونيو 1967، أصدرت طوابع تحتفي بالذكرى الخمسين لميلاد الرئيس الأمريكي الراحل جون كينيدي، وتظهر على الطوابع صور تبين مراحل ومواقف مختلفة من حياته:

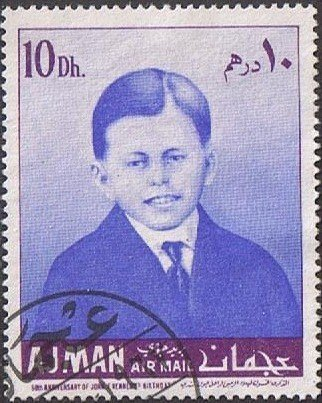
10 دراهم جون كينيدي في طفولته
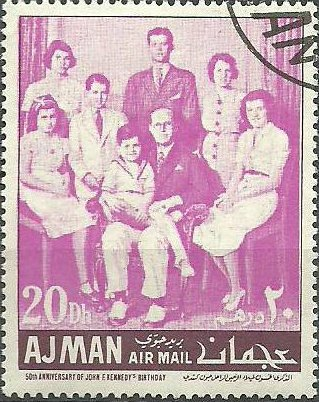
20 درهما جون كينيدي مع عائلته
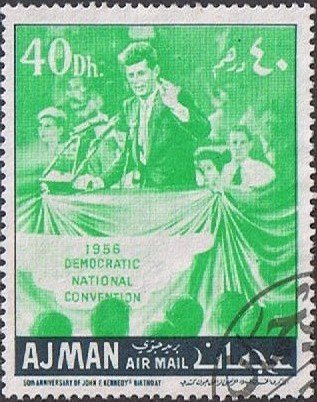
40 درهما جون كينيدي في مؤتمر الحزب الديمقراطي
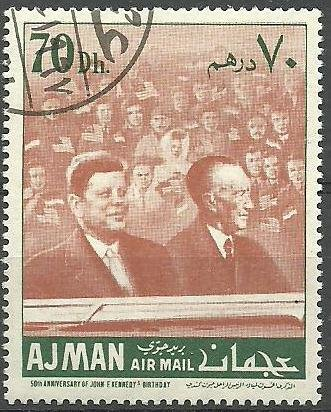
70 درهما جون كينيدي أثناء زيارته لألمانيا
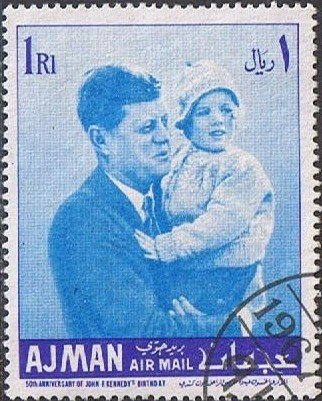
ريال واحد جون كينيدي مع ابنته كارولين
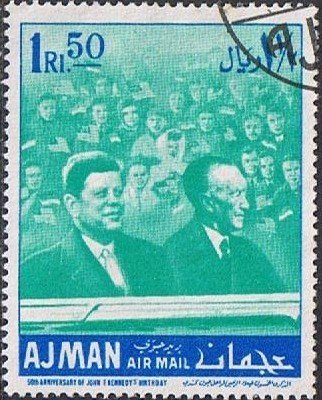
ريال ونصف جون كينيدي أثناء زيارته لألمانيا
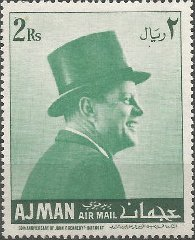
ريالان جون كينيدي عند استلامه منصب الرئيس
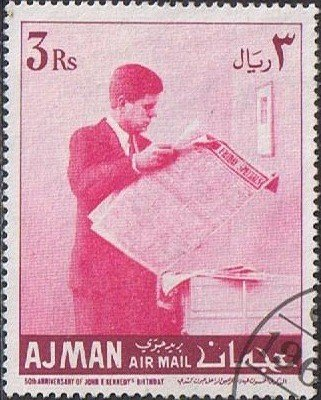
3 ريالات جون كينيدي يطال صحيفة
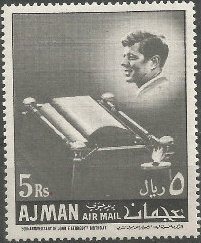
5 ريالات جون كينيدي مع صورة تابوته

كما أصدرت أوراق طوابع صغيرة تضم أربع طوابع بقيمة ريال واحد تشبه أربعا من الطوابع أعلاه:

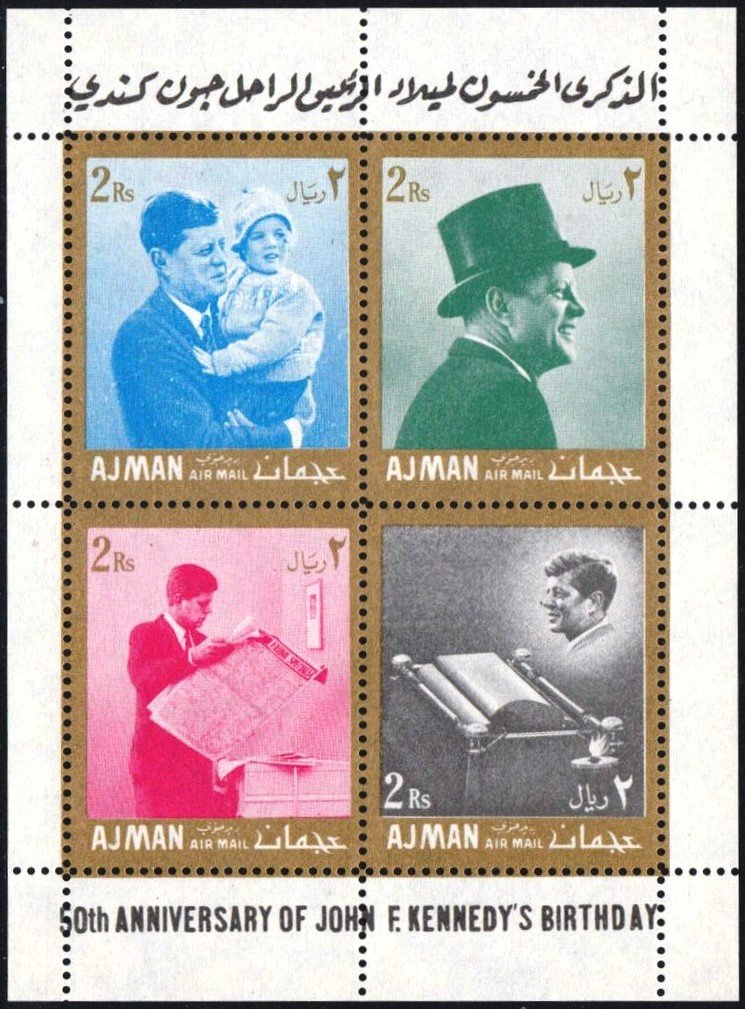
ورقة مخرمة
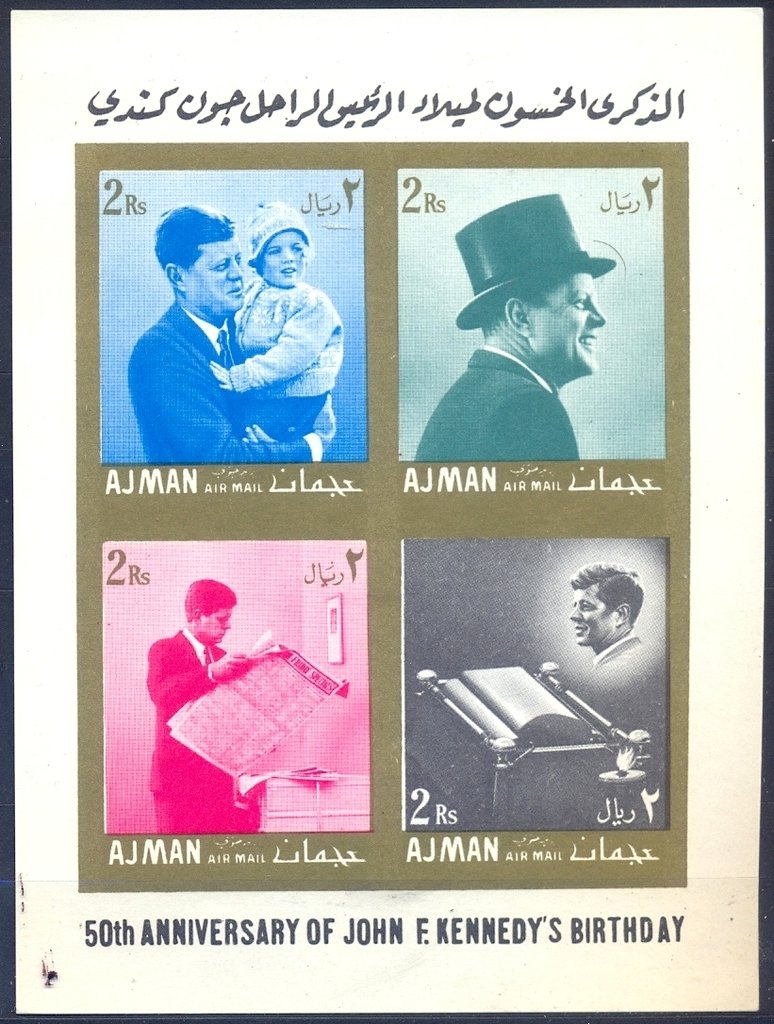
ورقة غير مخرمة

وكذلك أصدرت أوراق طوابع صغيرة تضم أربع طوابع بقيمة ريالين تشبه أربعا من الطوابع أعلاه:

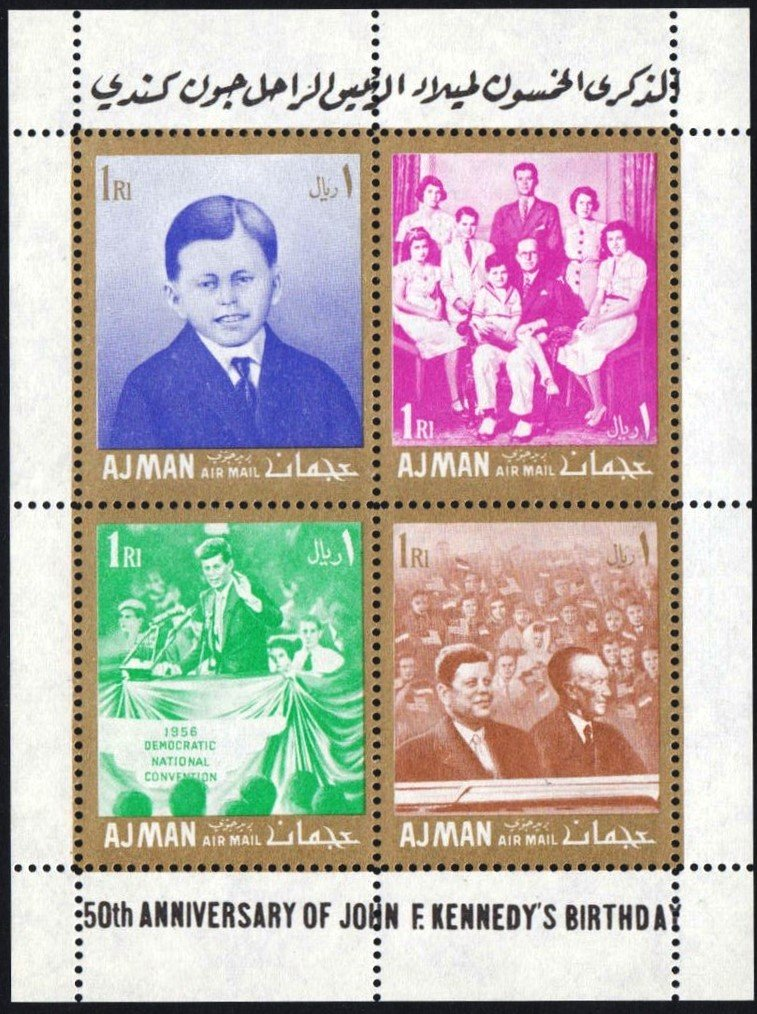
ورقة مخرمة
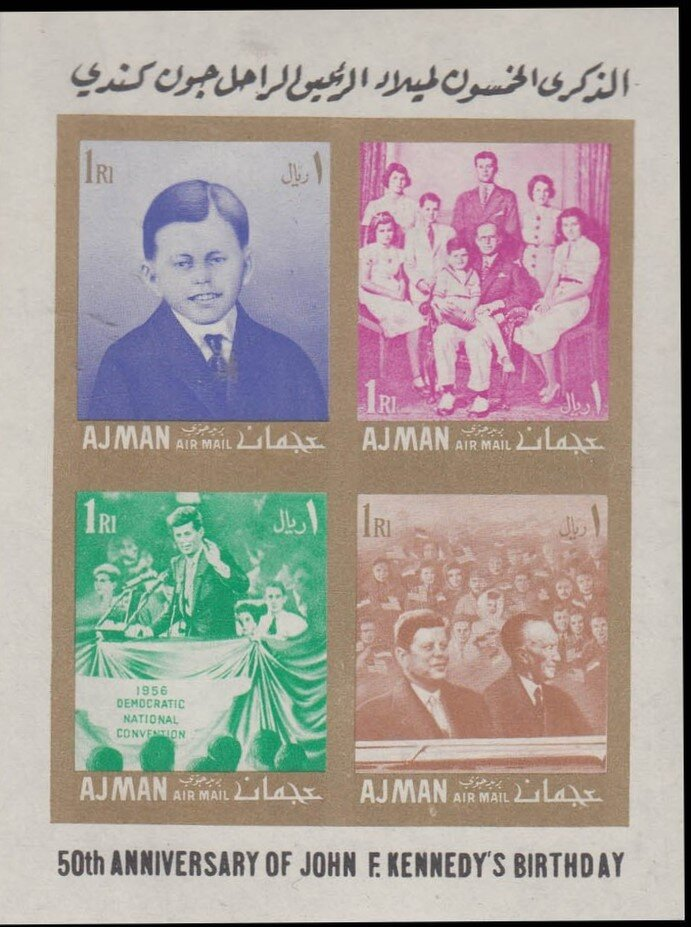
ورقة غير مخرمة

## إصدارات المنمنمات العربية
في 10 يوليو 1967، أصدرت طوابع تظهر عليها منمنمات عربية تعود للقرن الثالث عشر الميلادي:

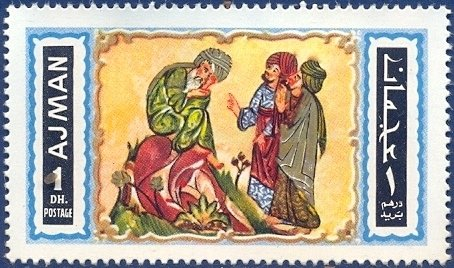
درهم واحد صورة سقراط وتلامذته الإثنى عشر - صورة من نسخة من القرن 13 م من كتاب مختار الحكم ومحاسن الكلم للمبشر بن فاتك. (متحف قصر طوب قابي، إسطنبول، تركيا.)
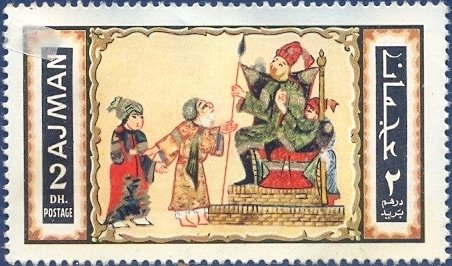
درهمان صورة من مقامات الحريري رسمها يحيى بن محمود الواسطي، أبو زيد وحاكم الرحبة
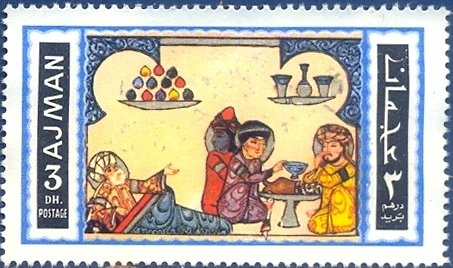
3 دراهم وليمة الأطباء للمختار بن الحسن بن بطلان، مشهد: الطبيب المستيقظ يجد وليمة في بيته من كتاب الطبيخ للوراق
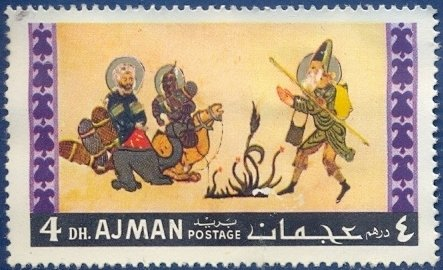
4 دراهم أبو زيد يفارق الحارث خلال رحلة الحج (المقامة 31) - إحدى صور الواسطي التي زين بها مقامات الحريري نسخة من الربع الثاني من القرن الثالث عشر الميلادي، المكتبة الوطنية بباريس.
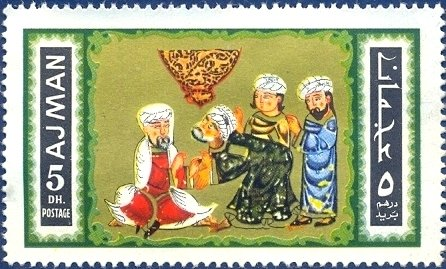
5 دراهم المقامة الثامنة من مقامات الحريري، تعود لِقُرابة سنة 1335م، صوَّرها يحيى بن محمود الواسطي، ويظهر فيها أبو زيد السروجي يشكو إلى قاضي معرَّة النُعمان صديقًا نكح جاريته، ولم يعطه سوى عبدًا أقل قدرًا منها. يُحتفظ بهذه المُنمنمة في المكتبة الوطنية النمساويَّة بِمدينة ڤيينَّا
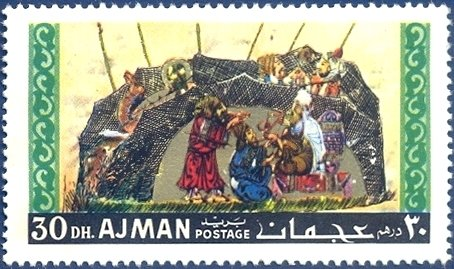
30 درهما مقامات الحريري (المقامة 43) "قصة المسافر المفقود".
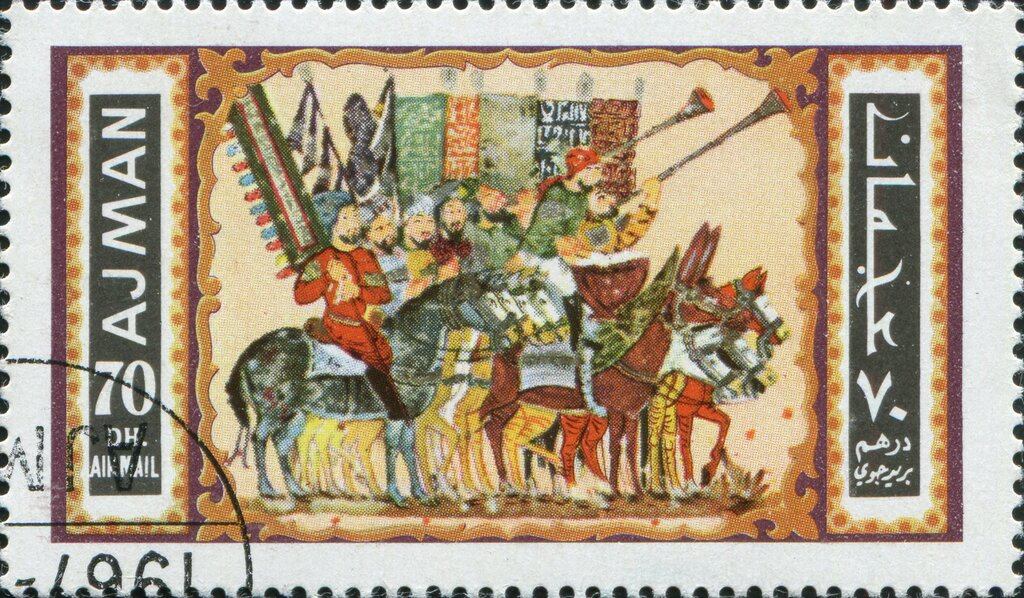
70 درهما مخصص للبريد الجوي صورة من مقامات الحريري رسمها يحيى بن محمود الواسطي

الصور الظاهرة على الطوابع:

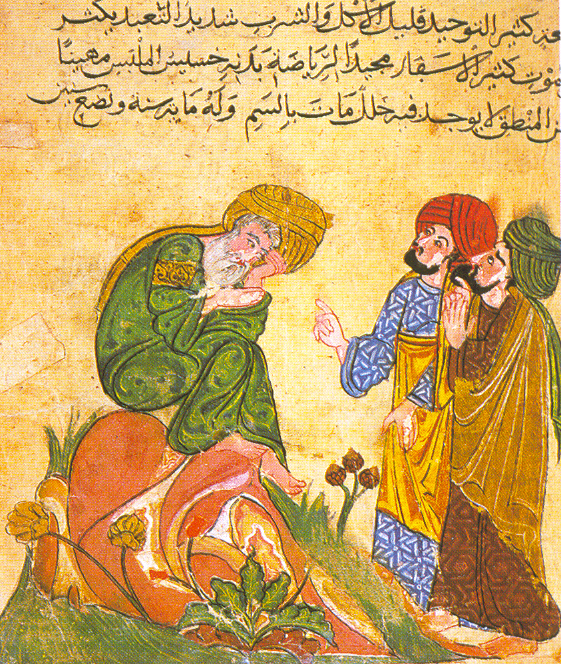
صورة سقراط وتلامذته الإثنى عشر - صورة من نسخة من القرن 13 م من كتاب مختار الحكم ومحاسن الكلم للمبشر بن فاتك. (متحف قصر طوب قابي، إسطنبول، تركيا.)
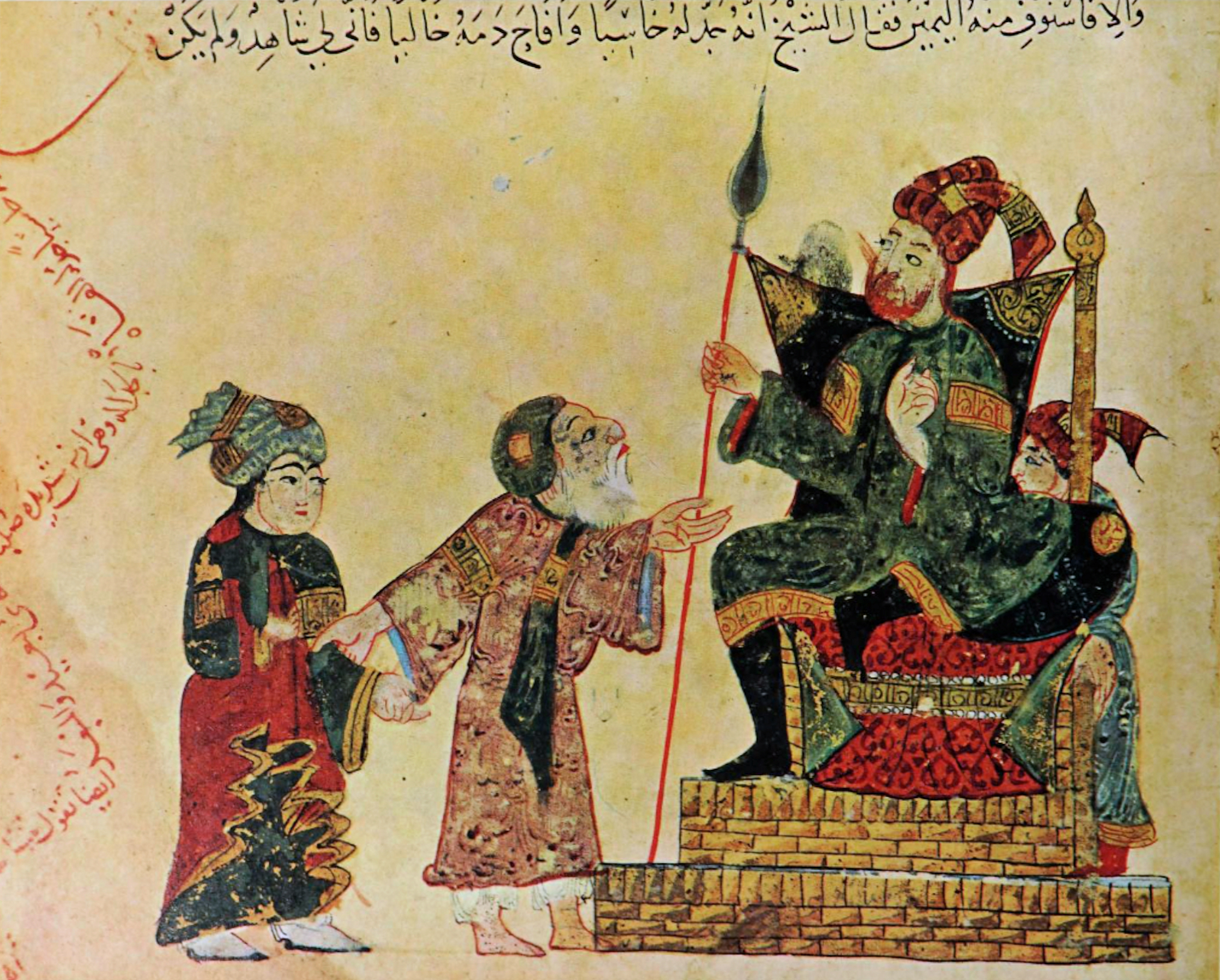
صورة من مقامات الحريري رسمها يحيى بن محمود الواسطي، أبو زيد وحاكم الرحبة
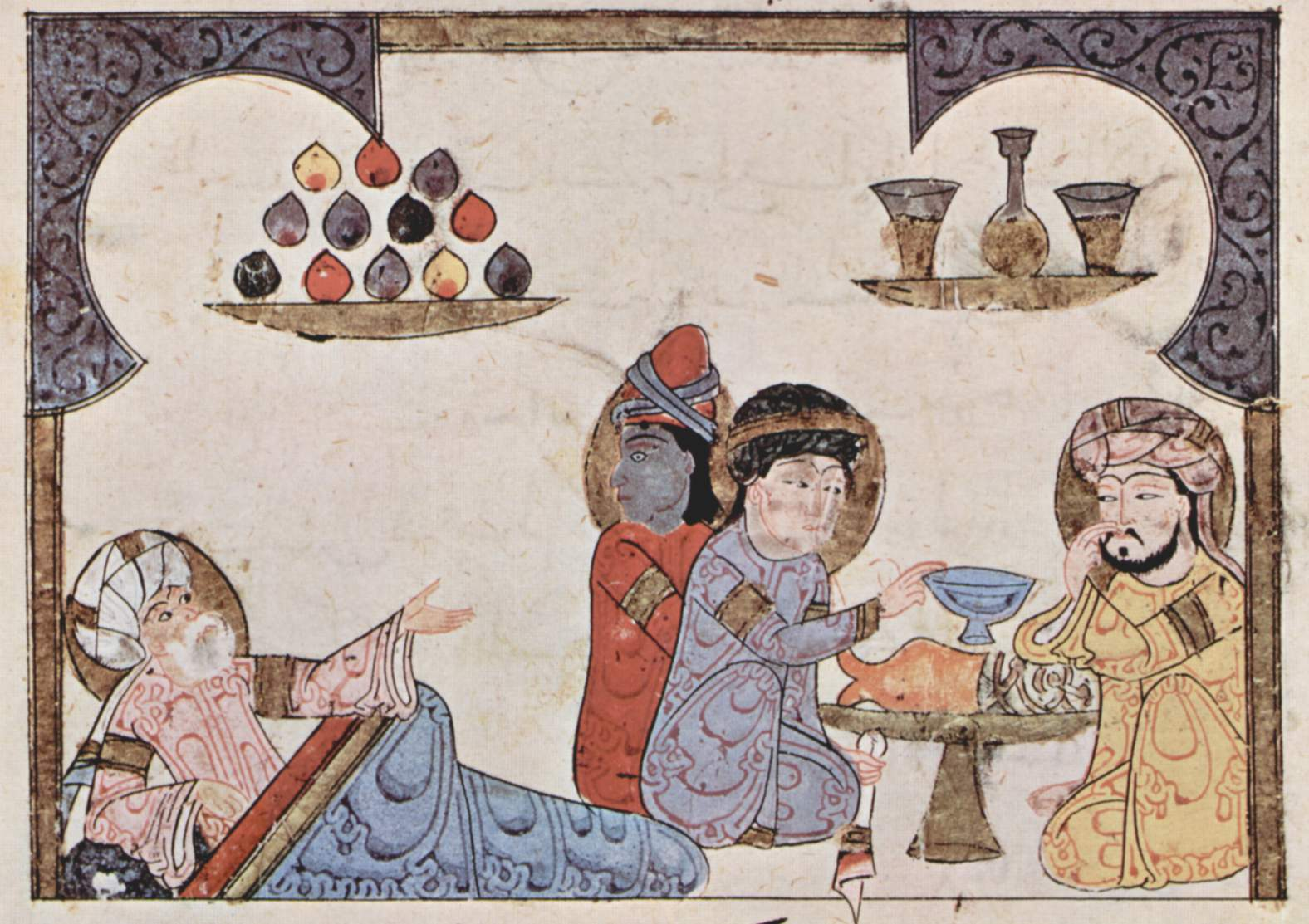
وليمة الأطباء للمختار بن الحسن بن بطلان، مشهد: الطبيب المستيقظ يجد وليمة في بيته معرض صور أمبروسيان[الفرنسية] في ميلان، إيطاليا
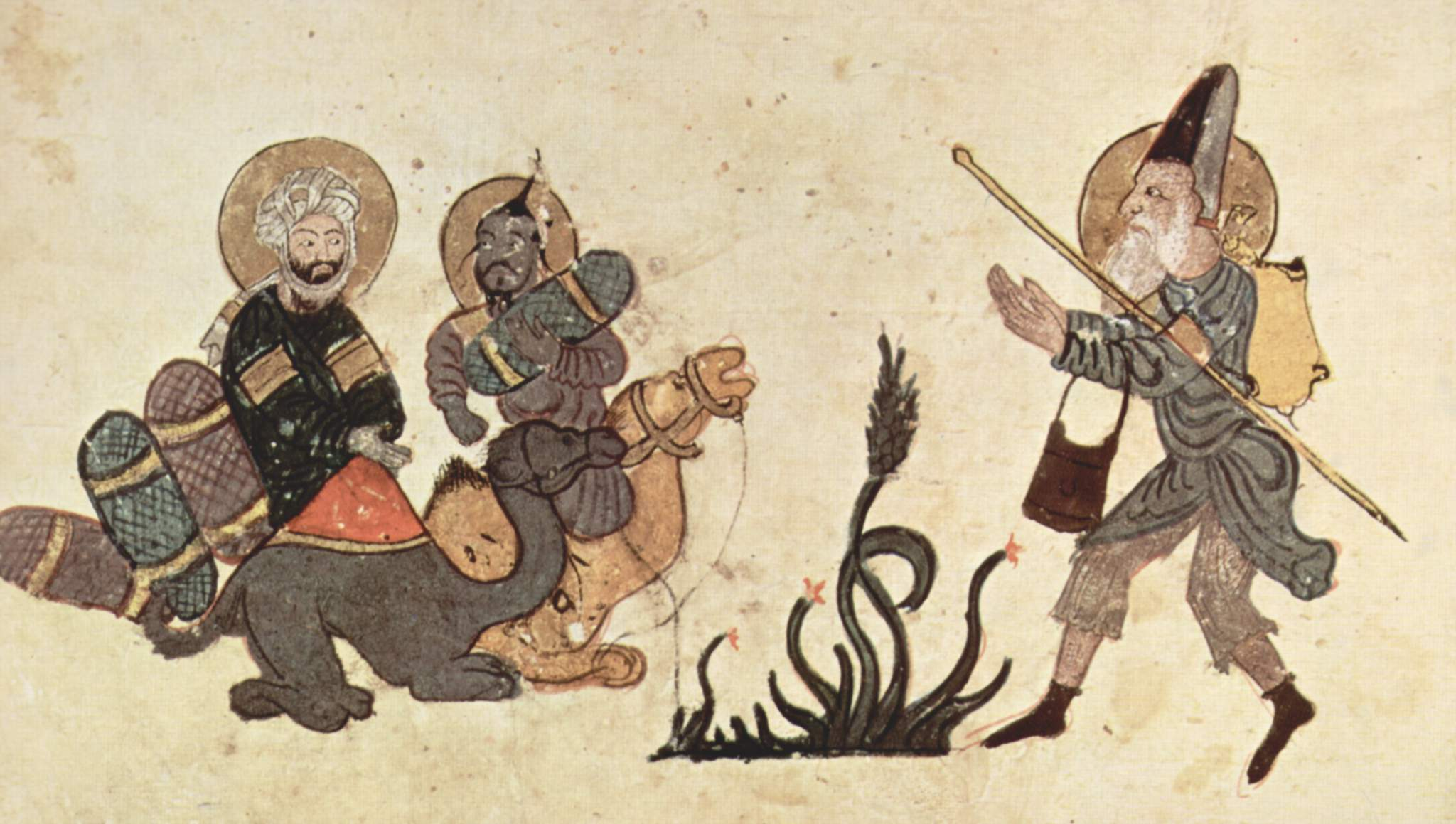
أبو زيد يفارق الحارث خلال رحلة الحج (المقامة 31) - إحدى صور الواسطي التي زين بها مقامات الحريري نسخة من الربع الثاني من القرن الثالث عشر الميلادي، المكتبة الوطنية بباريس.
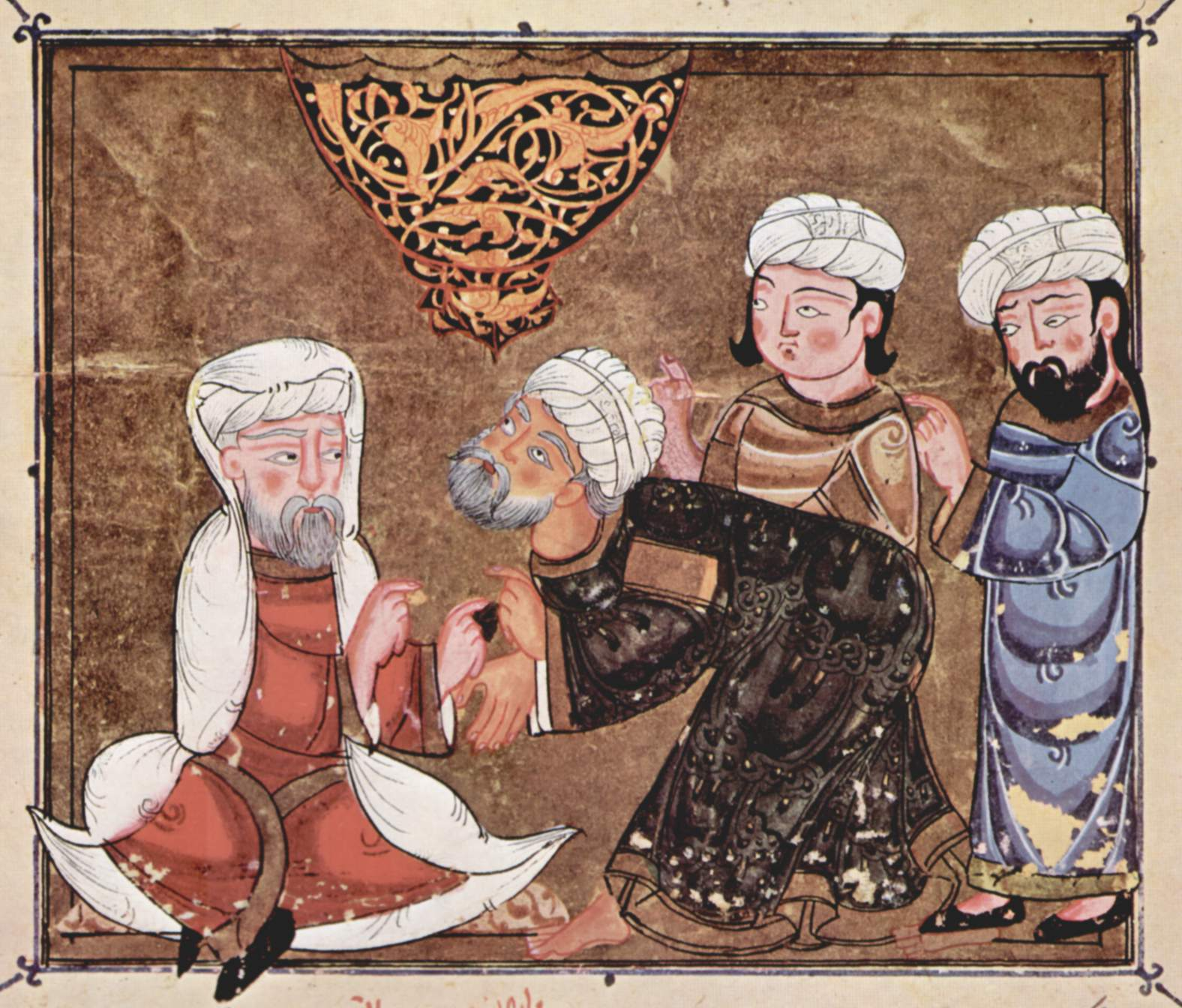
المقامة الثامنة من مقامات الحريري، تعود لِقُرابة سنة 1335م، صوَّرها يحيى بن محمود الواسطي، ويظهر فيها أبو زيد السروجي يشكو إلى قاضي معرَّة النُعمان صديقًا نكح جاريته، ولم يعطه سوى عبدًا أقل قدرًا منها. يُحتفظ بهذه المُنمنمة في المكتبة الوطنية النمساويَّة بِمدينة ڤيينَّا
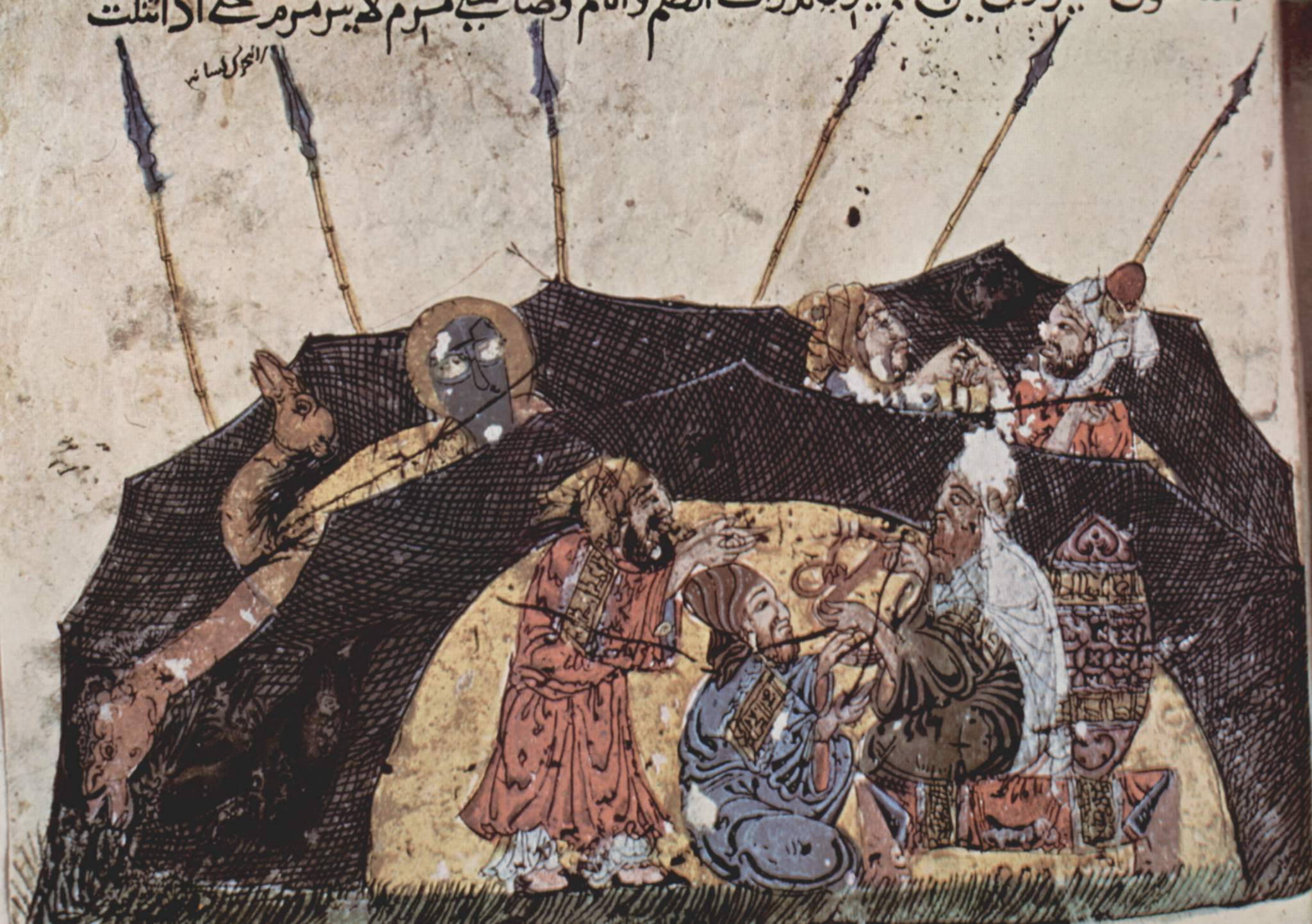
مقامات الحريري (المقامة 43) "قصة المسافر المفقود".
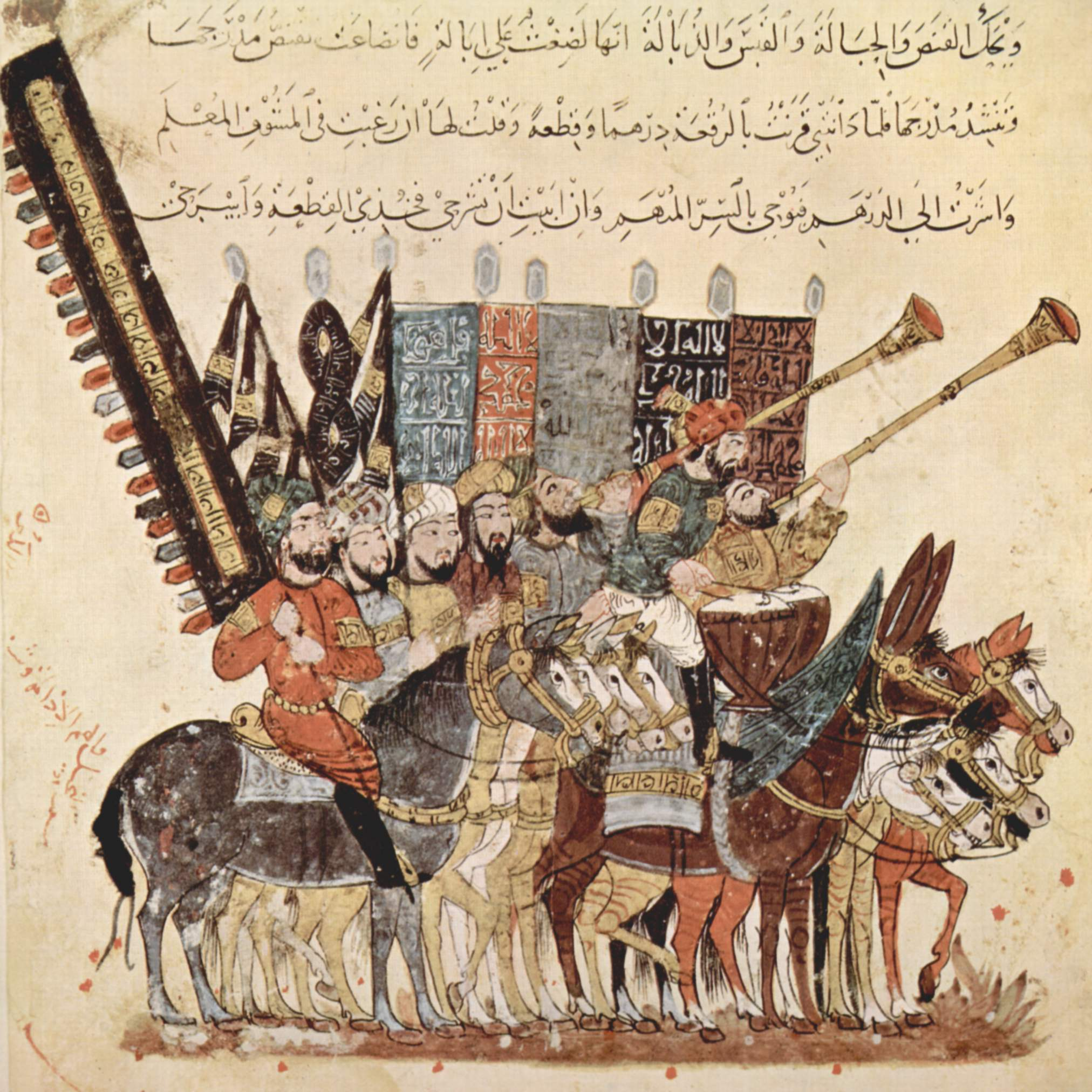
صورة من مقامات الحريري رسمها يحيى بن محمود الواسطي

## إصدارات ألف ليلة وليلة

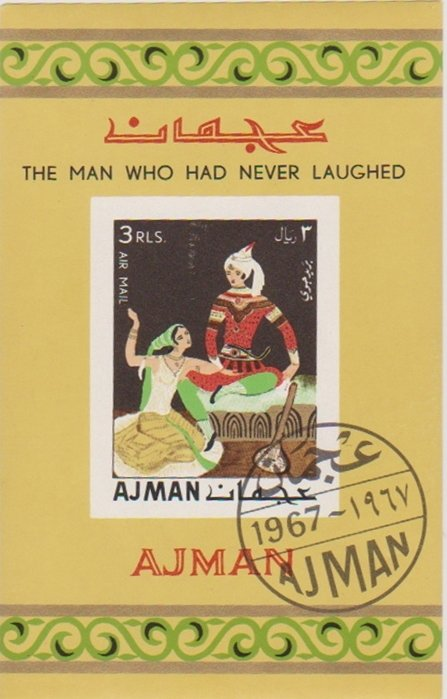
بطاقة تذكارية تضم طابعا بقيمة 3 ريالات

في 5 أغسطس 1967، أصدرت طوابع تصور أحداثا من قصص ألف ليلة وليلة:

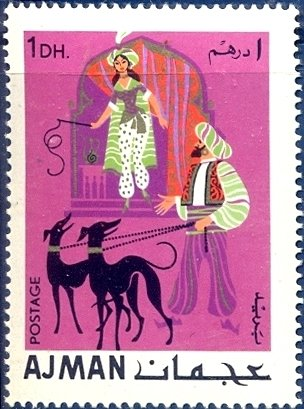
درهم واحد
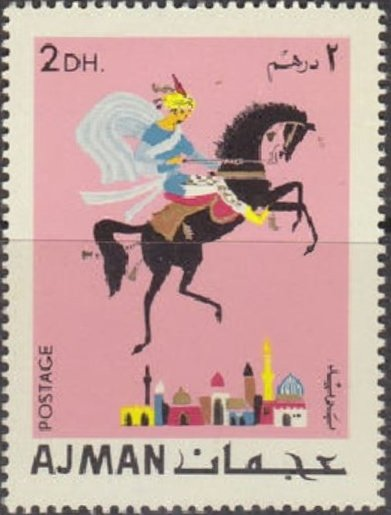
درهمان
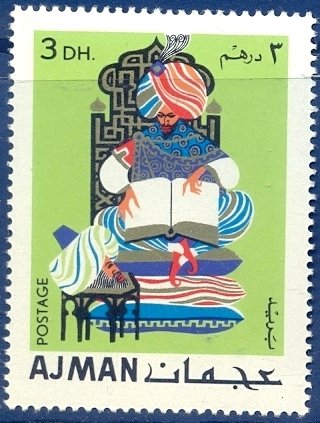
3 دراهم
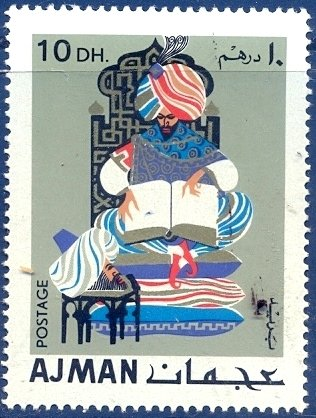
10 ددراهم
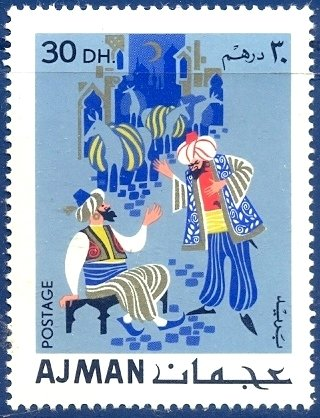
30 درهما
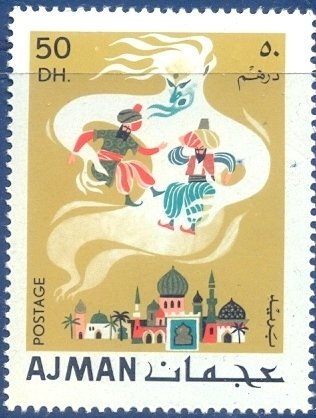
50 درهما
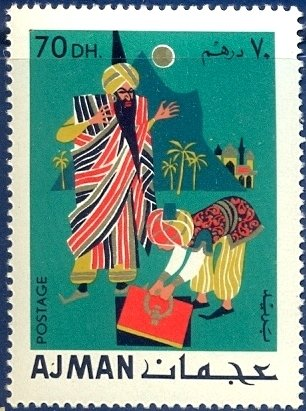
70 درهما

كما ضمت السلسلة مجموعة من الطوابع المخصصة للبريد الجوي:

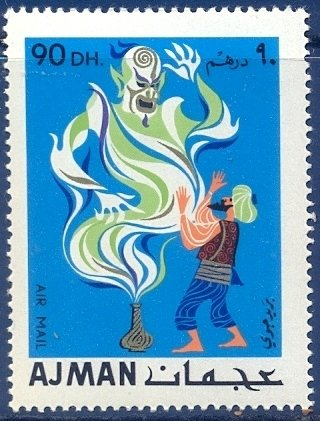
90 درهما
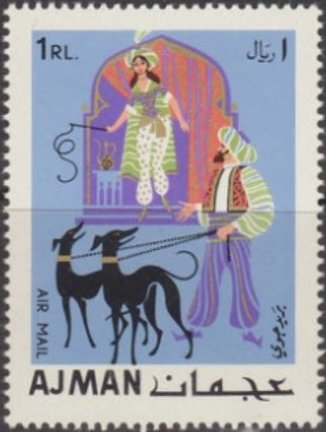
ريال واحد
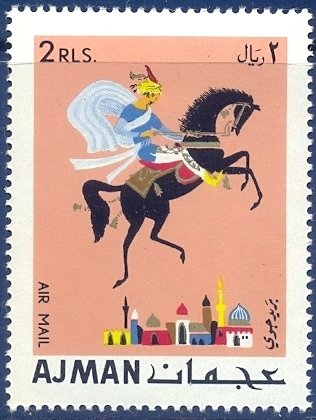
ريالان
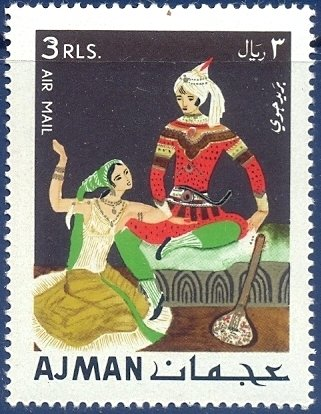
3 ريالات
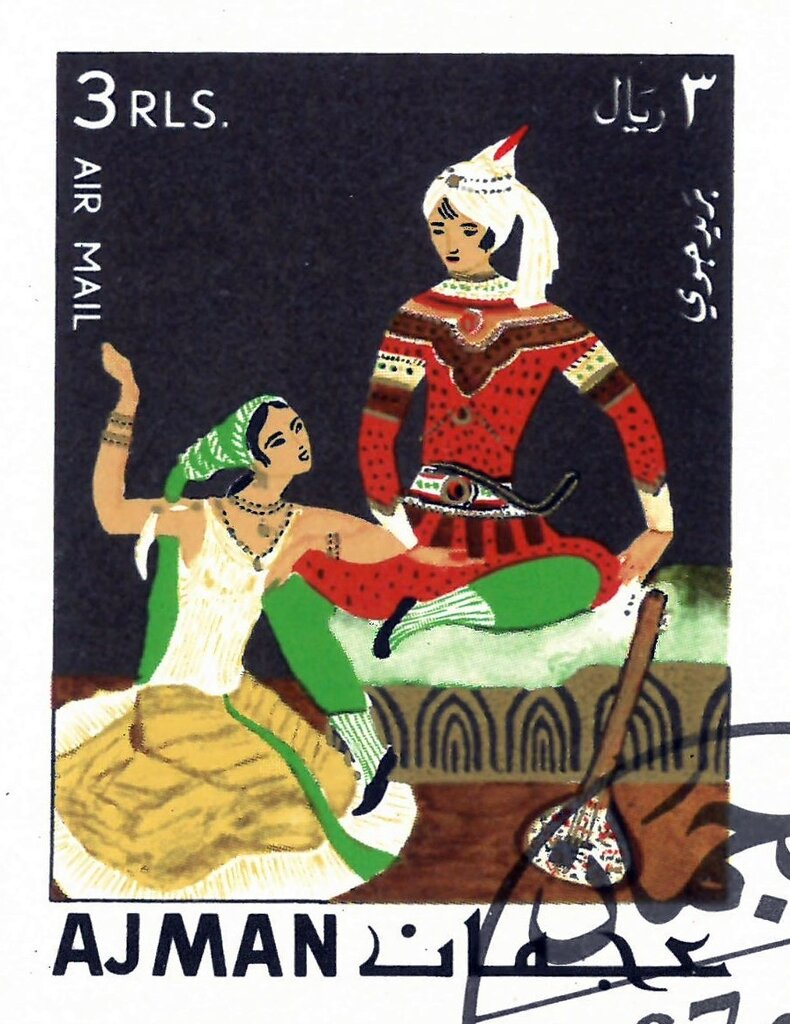
3 ريالات طابع غير مخرم، في الأصل جزء من البطاقة التذكارية

كما أصدرت معها بطاقة تذكارية:

## إصدارات اللوحات الآسيوية
وفي 1 سبتمبر 1967، أصدرت الطوابع التالية المخصصة للبريد الجوي والتي تظهر عليها لوحات فنانين آسيويين:

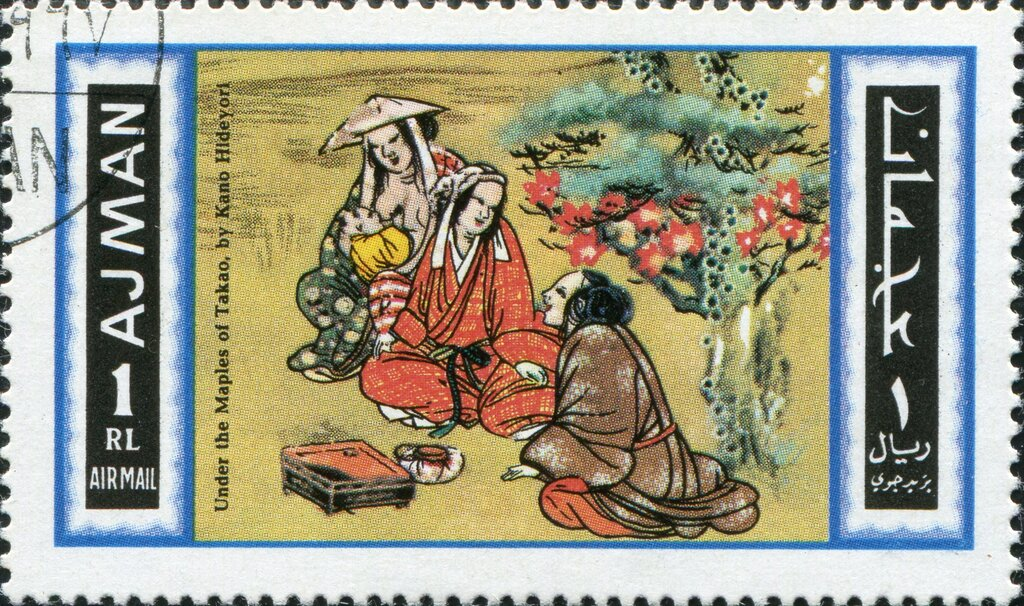
ريال واحد لوحة للفنان الياباني كانو هيديوري[الإنجليزية] (لوحة مشاهدي القيقب (Q23008366))
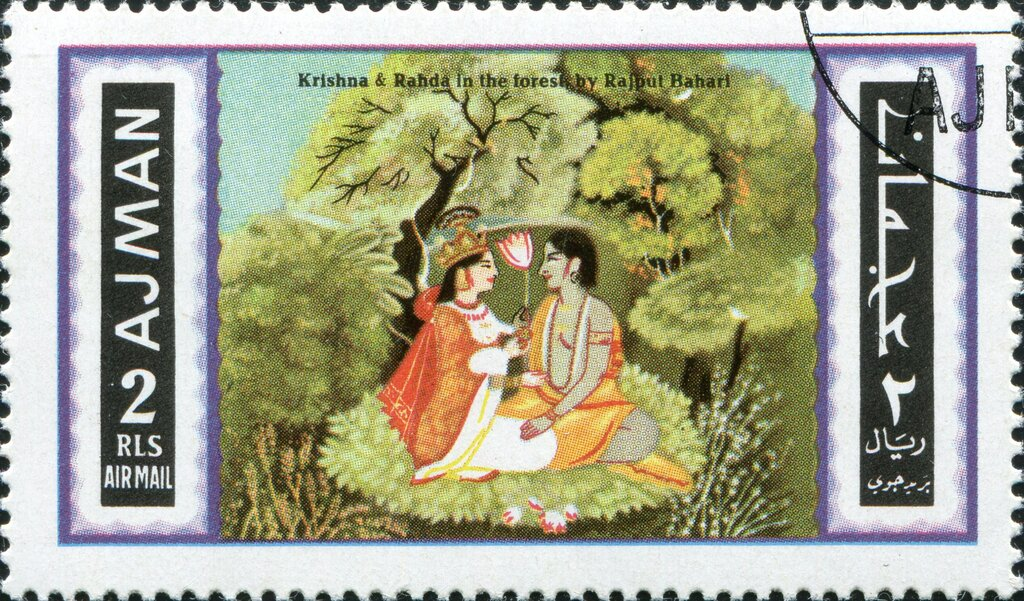
ريالان لوحة هندية من القرن الثامن عشر تظهر فيها رادها وكريشنا (رسم راجبوت[الإنجليزية])
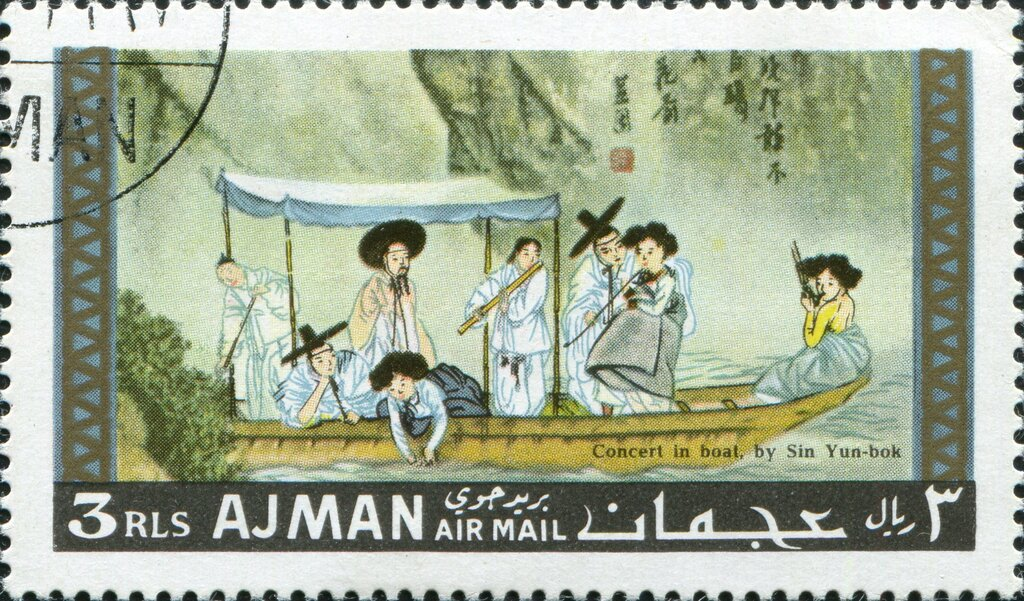
3 ريالات لوحة للفنان الكوري شن ين بوك
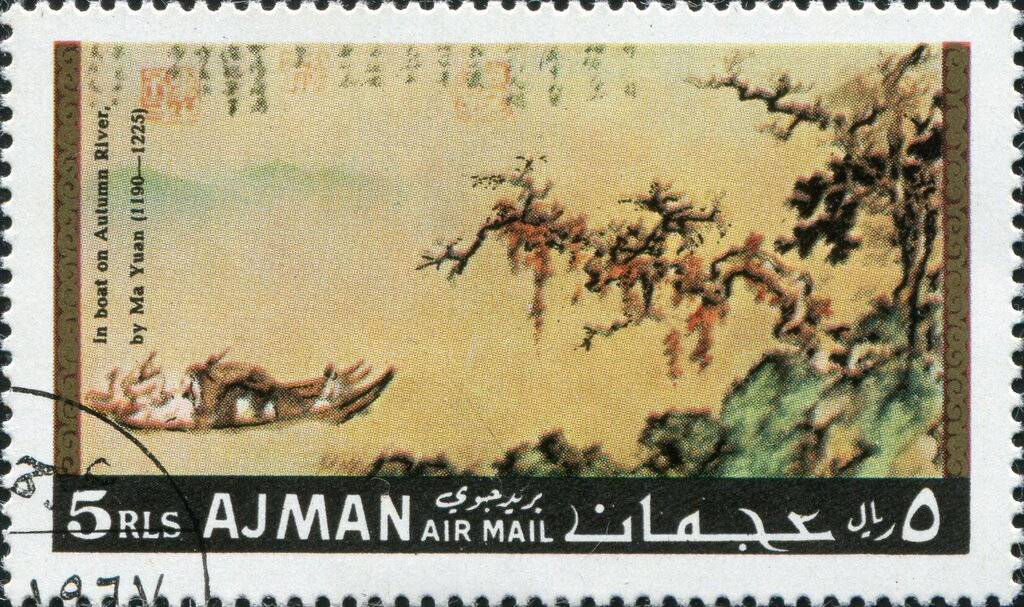
5 ريالات جزء من لوحة ركوب القوارب في الخريف على نهر القيقب (Q121338617) للرسام الصيني شنغ ماو

وهذه صور اللوحات:

لوحة مشاهدي القيقب (Q23008366)
جزء من لوحة مشاهدي القيقب (Q23008366) والتي يظهر جزء منها على الطابع
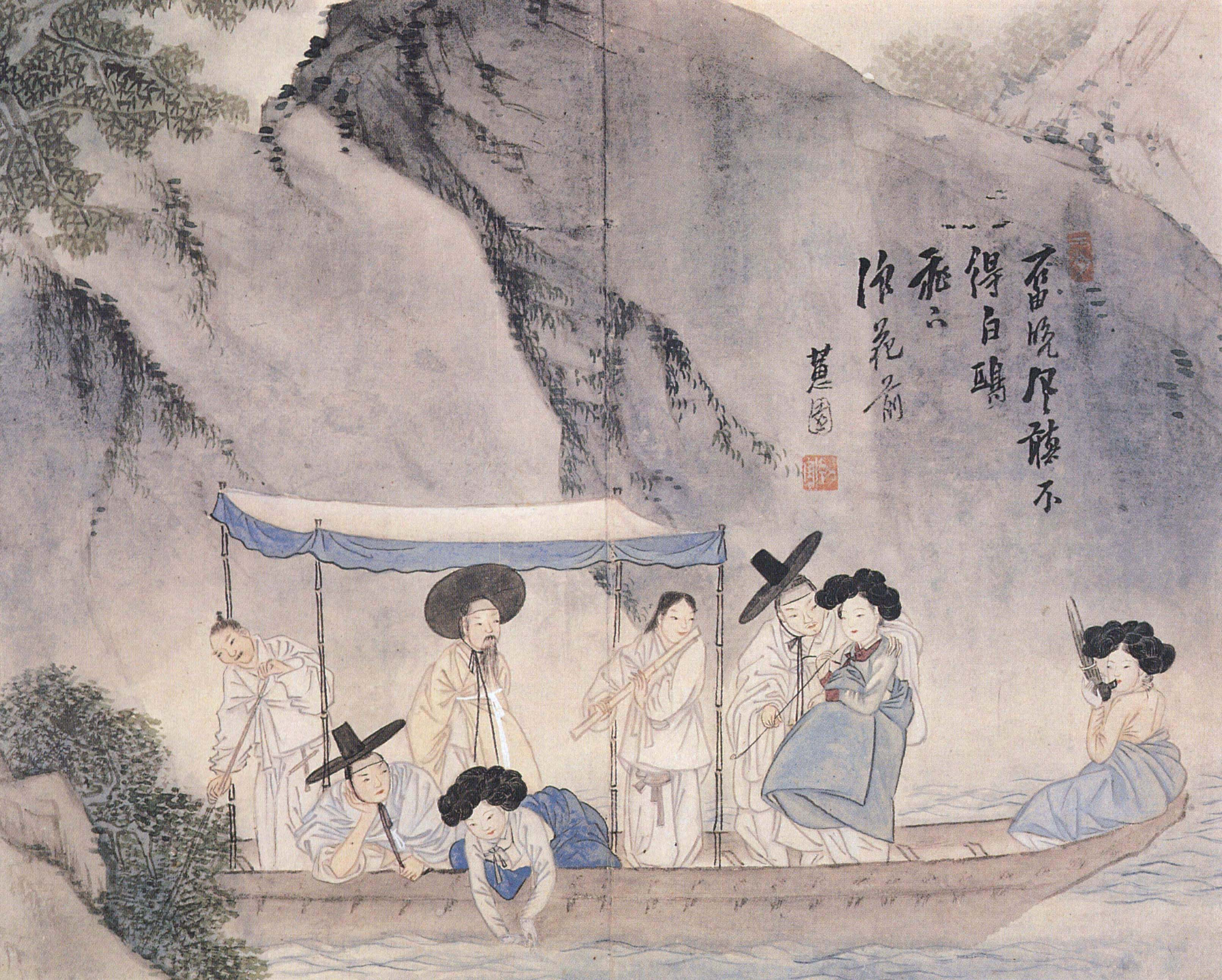
لوحة للفنان الكوري شن ين بوك
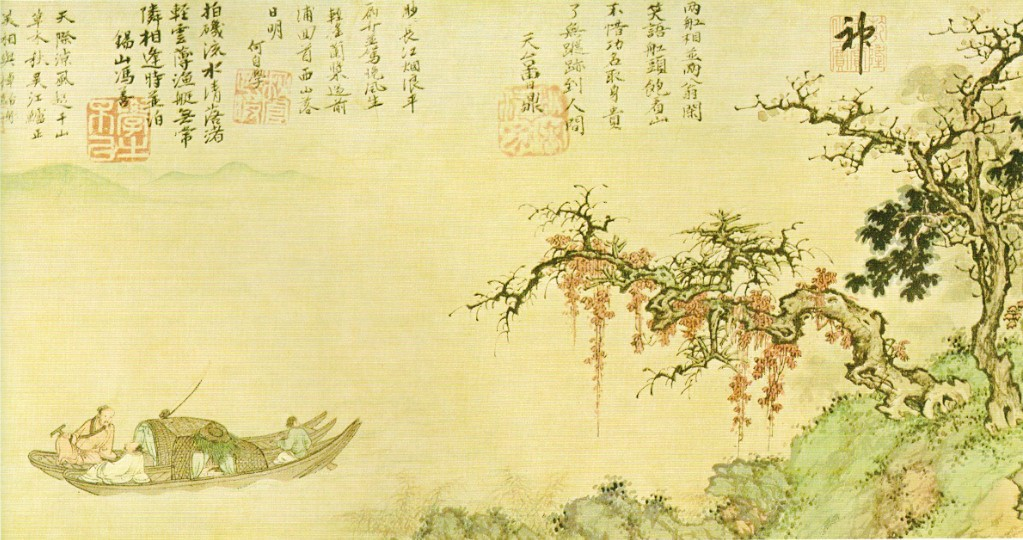
جزء من لوحة ركوب القوارب في الخريف على نهر القيقب (Q121338617) للرسام الصيني شنغ ماو
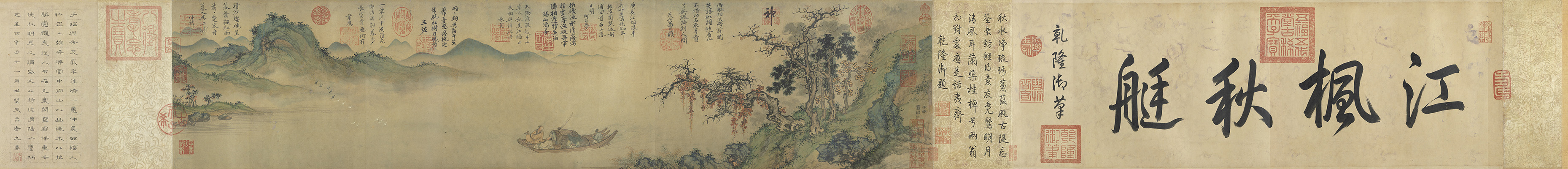
لوحة ركوب القوارب في الخريف على نهر القيقب (Q121338617) للرسام الصيني شنغ ماو

## إصدار تاج محل

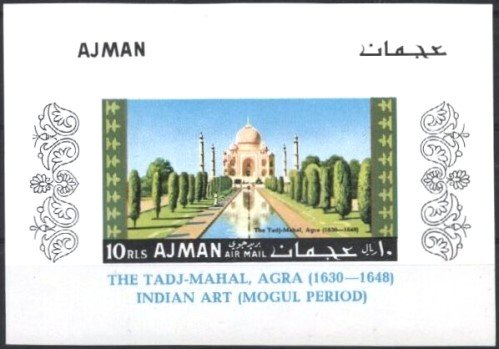
بطاقة تذكارية

في 30 سبتمبر 1967، أصدر طابع واحد بنسختين، تظهر فيه صورة تاج محل بقيمة 10 ريالات:

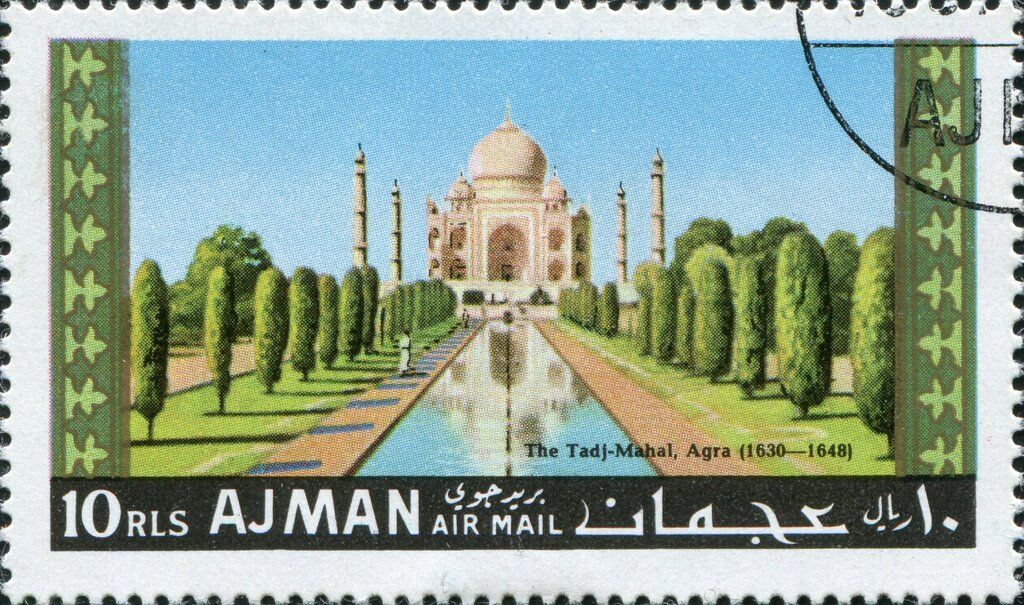
طابع مخرم
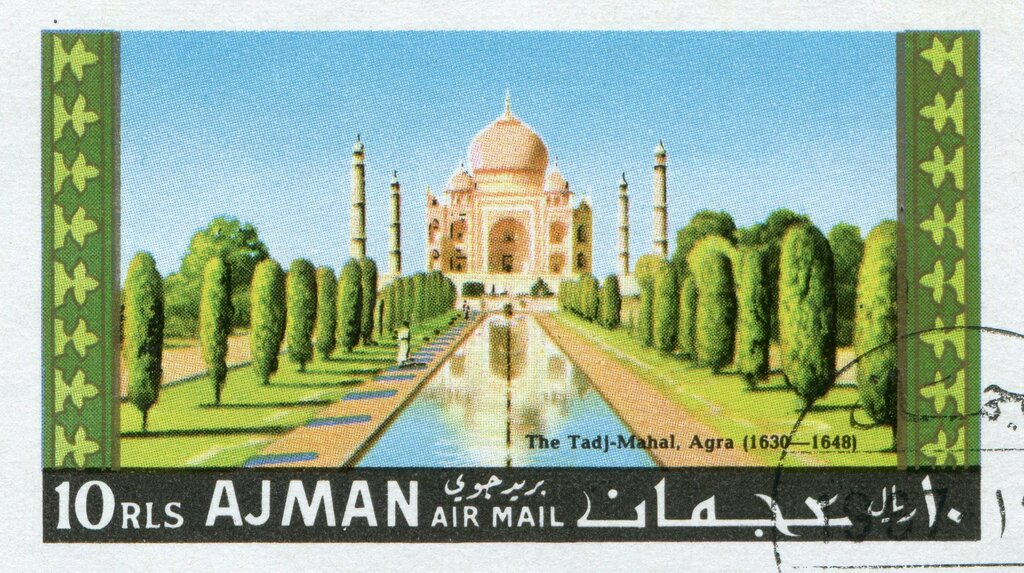
طابع غير مخرم

كما أصدرت بطاقة تذكارية:

## إصدارات المؤتمر الكشفي العالمي 1967

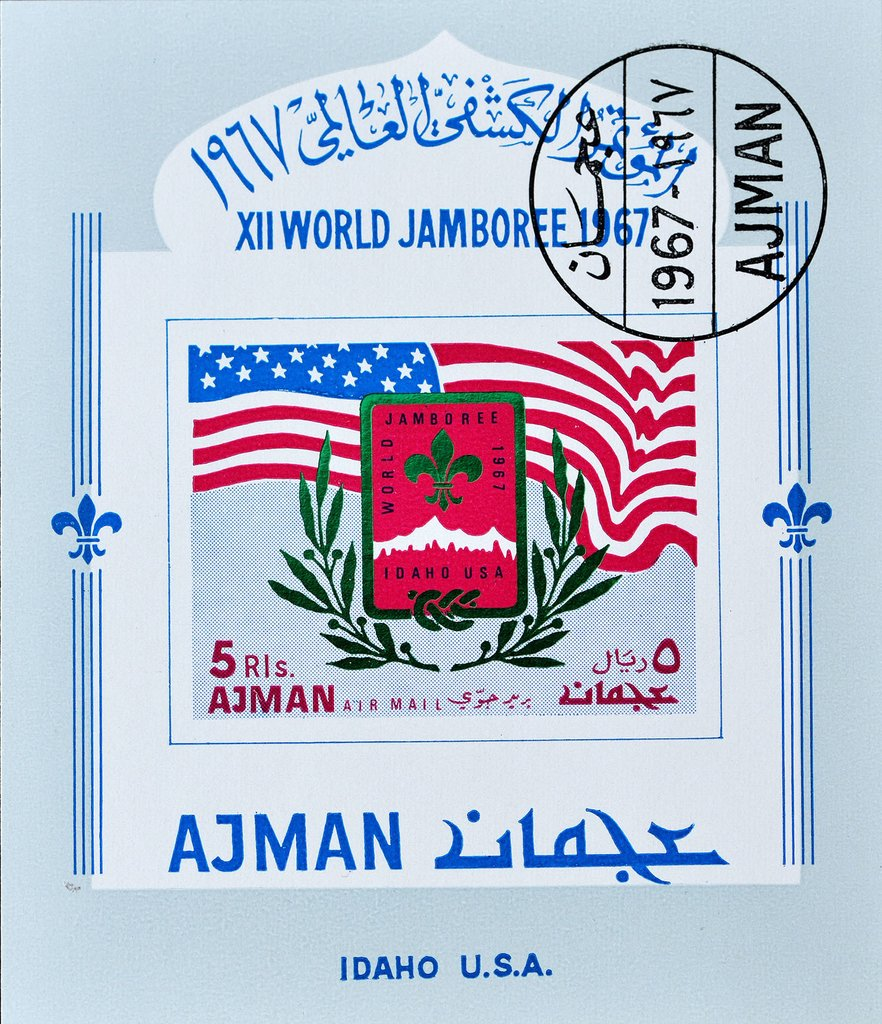
بطاقة تذكارية بقيمة 5 ريالات

في 25 أكتوبر 1967، أصدرت الطوابع التالية التي تحتفي بالمخيم الكشفي العالمي الثاني عشر الذي أقيم في ولاية أيداهو في الولايات المتحدة للفترة من 31 يوليو إلى 9 أغسطس 1967.

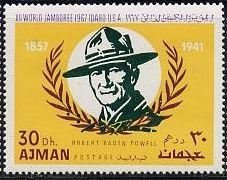
30درهما
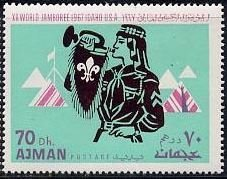
70 درهما
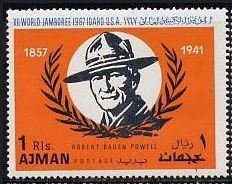
ريال واحد

وكذلك طوابع مخصصة للبريد الجوي:

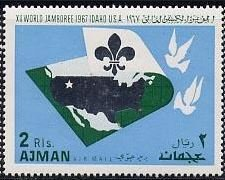
ريالان
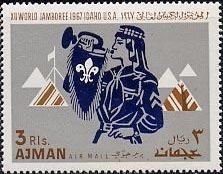
3 ريالات
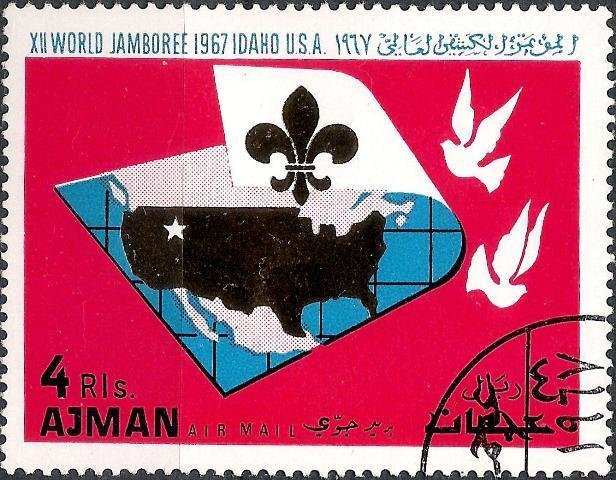
4 ريالات

وكذلك أصدرت بطاقة تذكارية:

## إصدارات دورة الألعاب الأولمبية الصيفية في المكسيك
أصدرت الطوابع التالية التي تحتفي بدورة الألعاب الأولمبية الصيفية التي كانت ستقام في مدينة مكسيكو عاصمة المكسيك عام 1968:

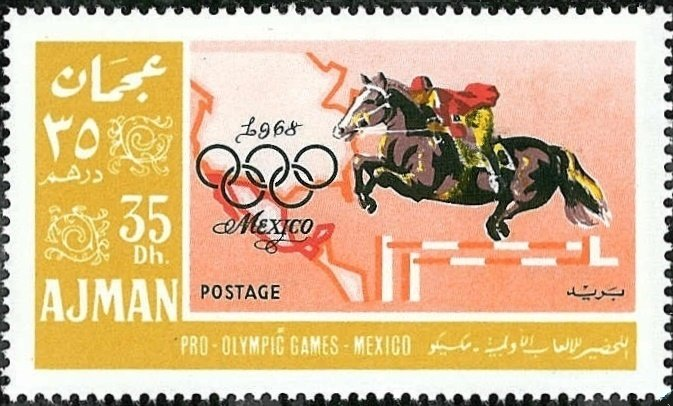
35 درهما
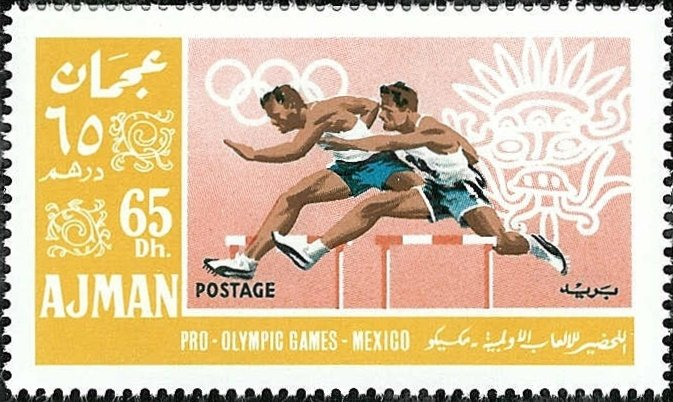
65 درهما
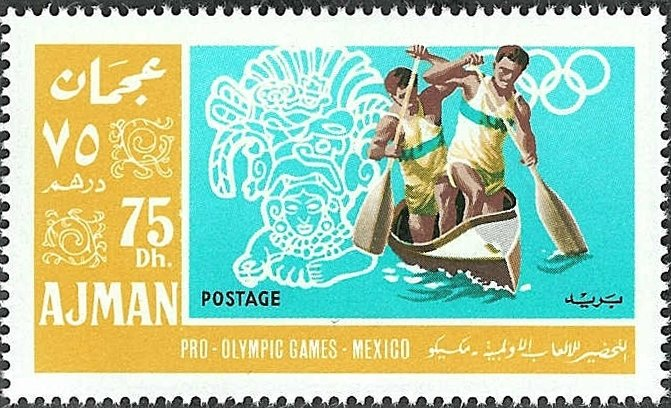
75 درهما
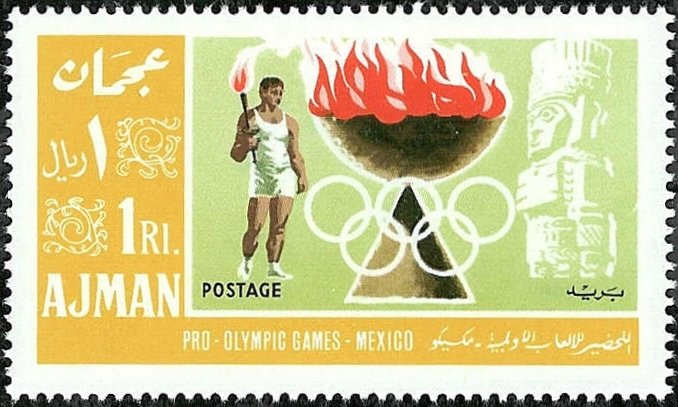
ريال واحد

وكذلك طوابع مخصصة للبريد الجوي:

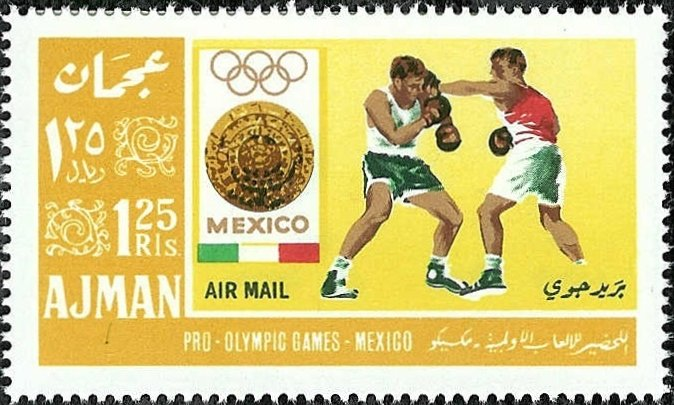
ريال وربع
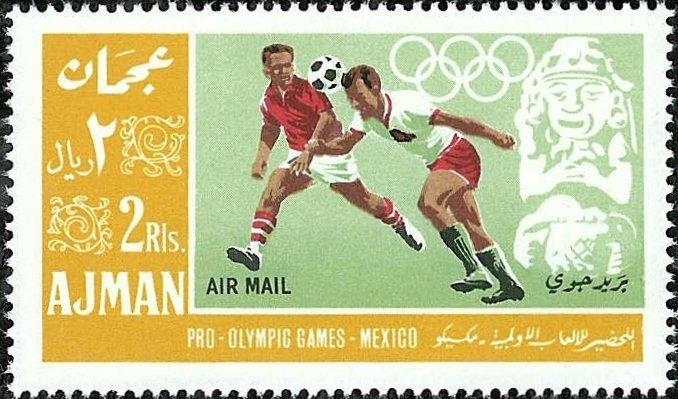
ريالان
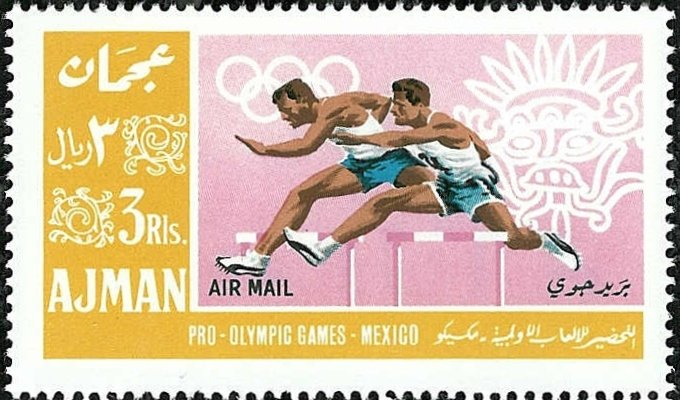
3 ريالات
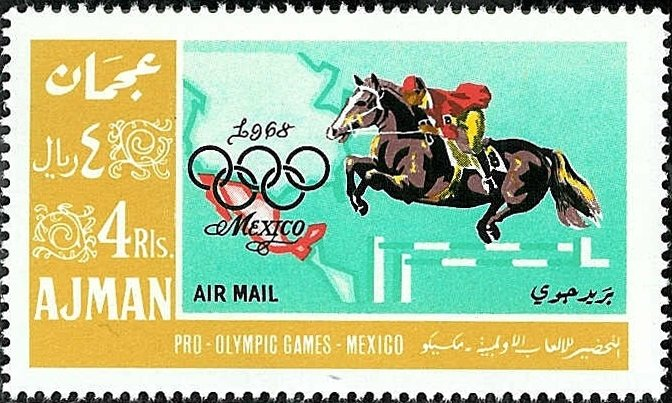
4 ريالات

وكذلك توفر إصدار غير مخرم من الطوابع:

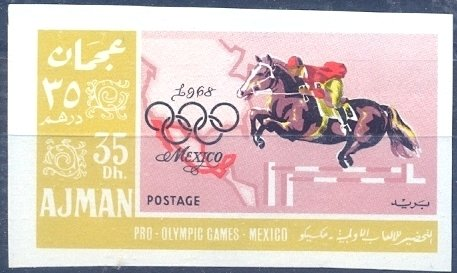
35 درهما
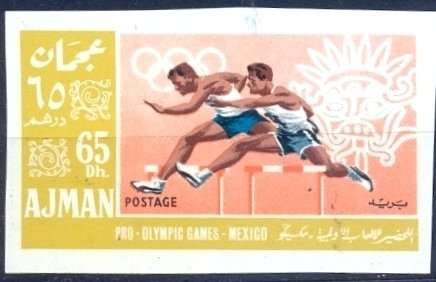
65 درهما
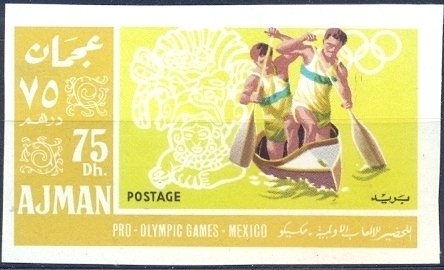
75 درهما
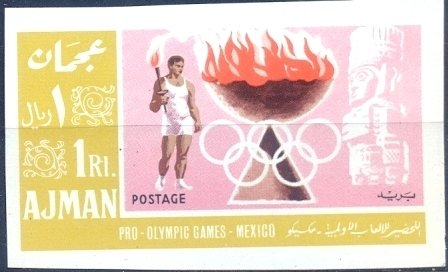
ريال واحد

وكذلك طوابع مخرمة مخصصة للبريد الجوي:

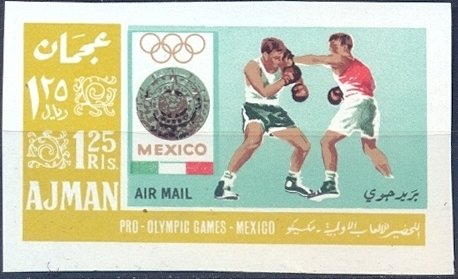
ريال وربع
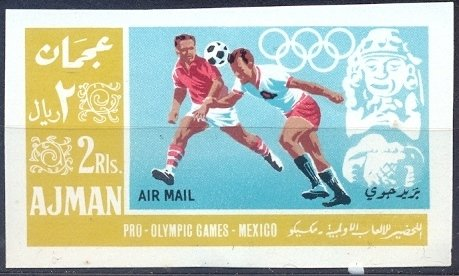
ريالان
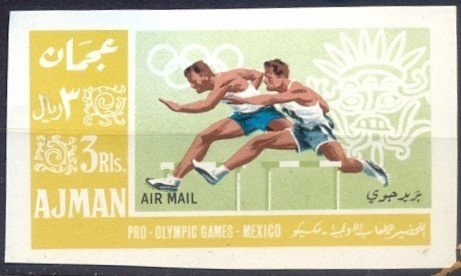
3 ريالات
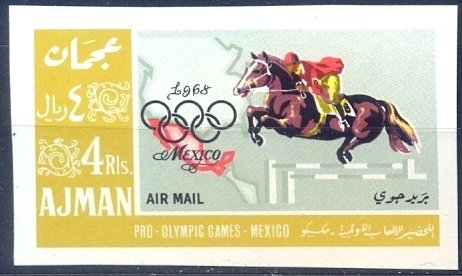
4 ريالات

وكذلك توفر بطاقات تذكارية بقيمة 5 ريالات:

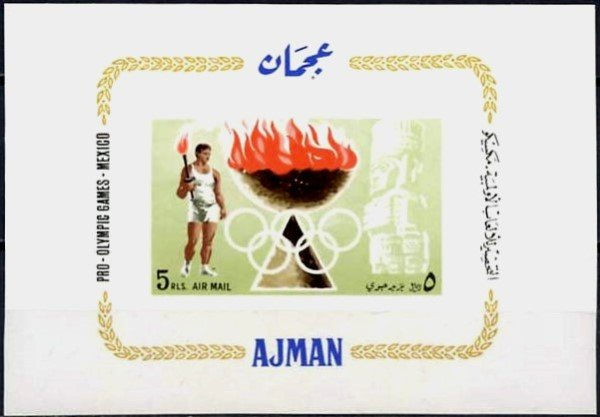
قياس 100 × 70 ملم
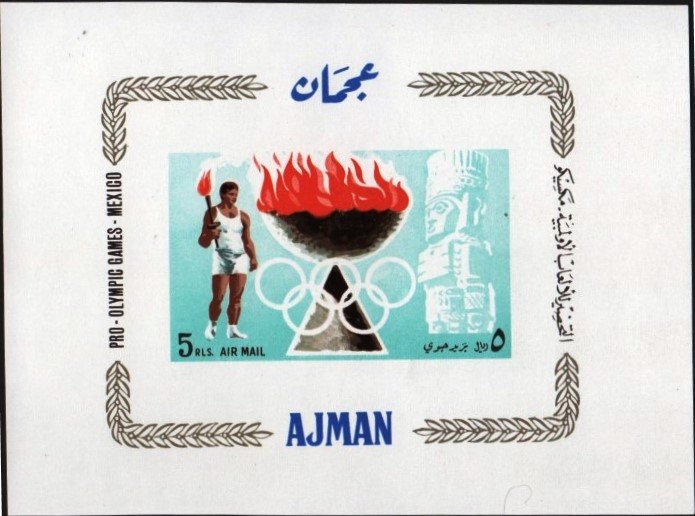
قياس 120 × 90 ملم

## إصدارات دورة الألعاب الأولمبية الشتوية في فرنسا
أصدرت الطوابع التالية التي تحتفي بدورة الألعاب الأولمبية الشتوية التي كانت ستقام في غرينوبل في فرنسا عام 1968:

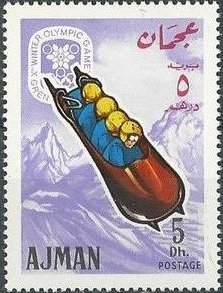
5 دراهم
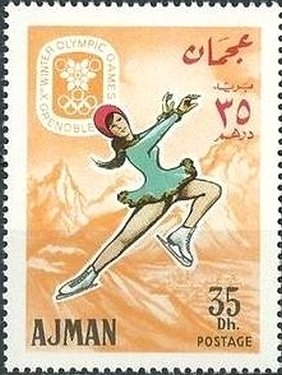
35 درهما
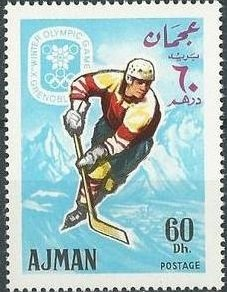
60 درهما
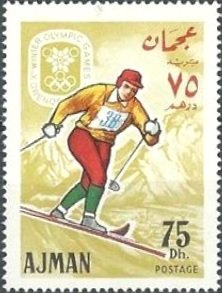
75 درهما

وكذلك طوابع مخصصة للبريد الجوي:

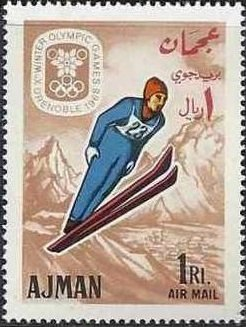
ريال واحد
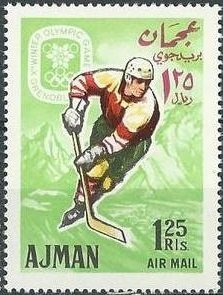
ريال وربع
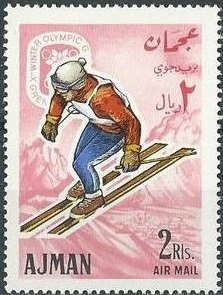
ريالان
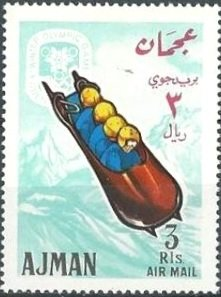
3 ريالات

وكذلك أصدرت بطاقات تذكارية بقيمة 5 ريالات:

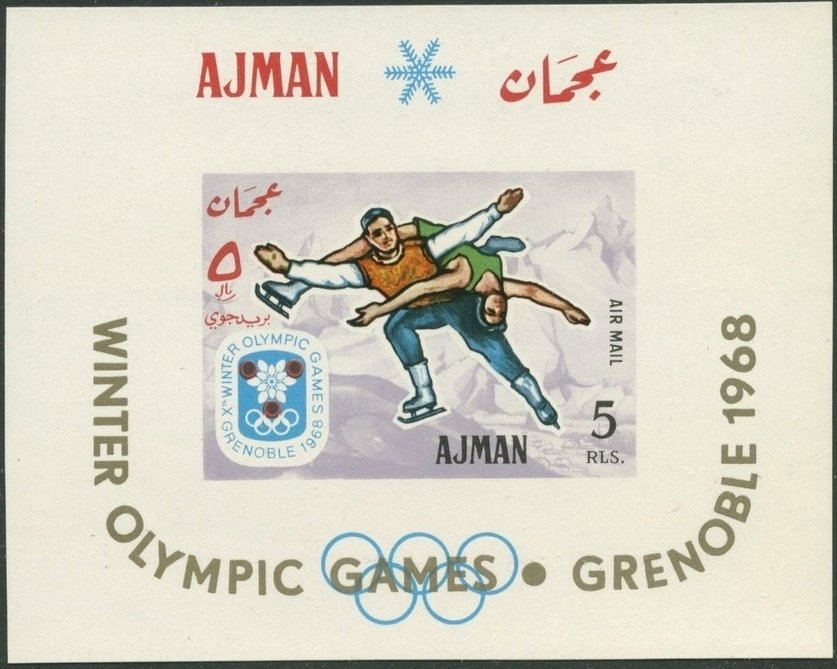
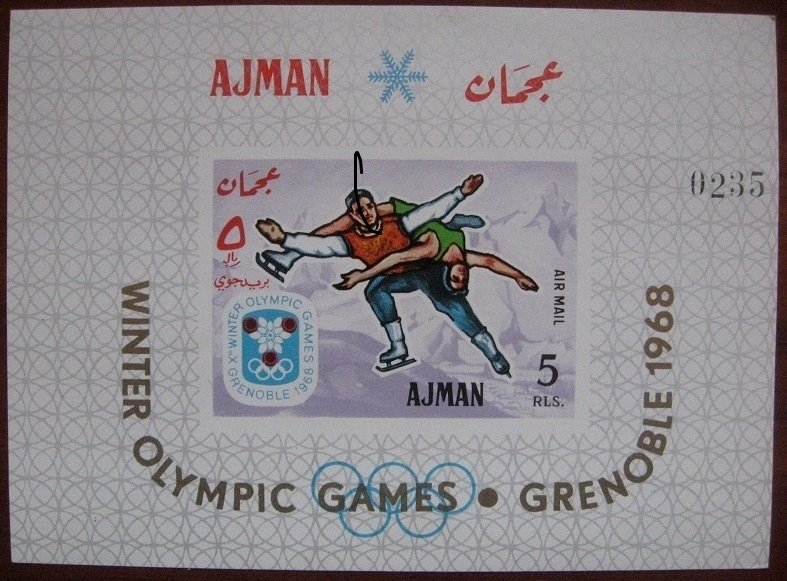

## إصدار طابع جون كينيدي الذهبي
في 15 ديسمبر 1967، أصدر طابع مذهب وبطاقة تذكارية مذهبة تحتفيان بذكرى الرئيس الأمريكي الراحل جون كينيدي:

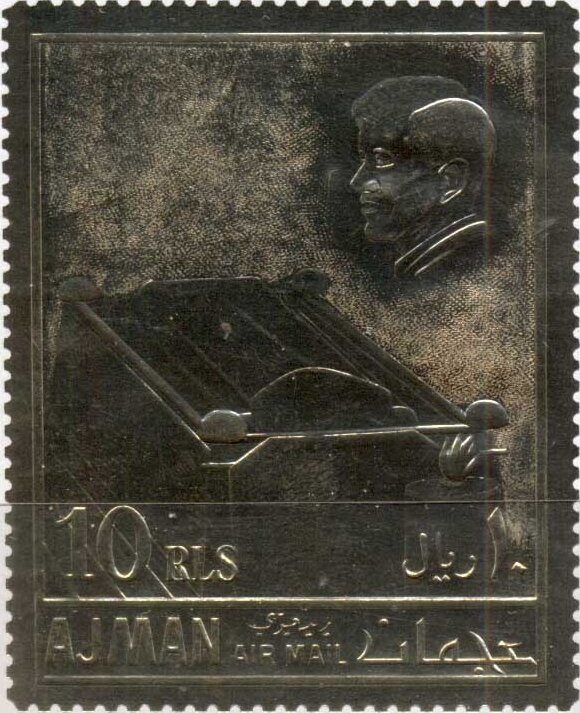
طابع مخصص للبريد الجوي بقيمة 10 ريالات

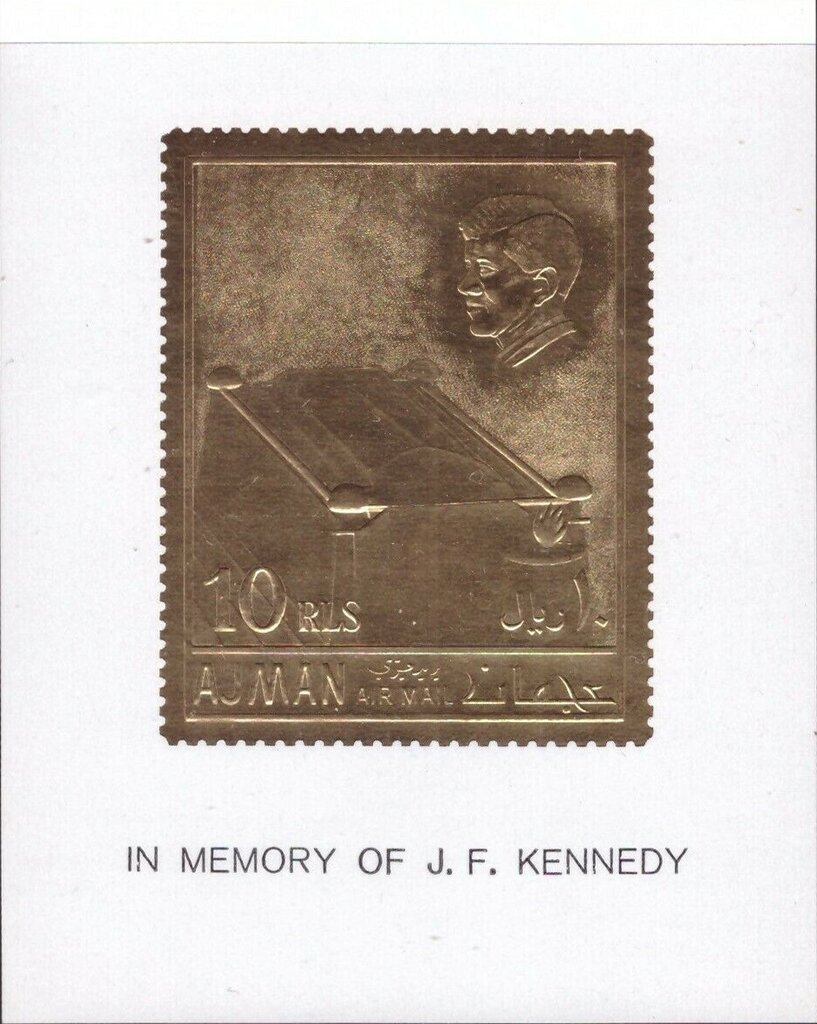
بطاقة تذكارية بقيمة 10 ريالات

## إصدارات اللوحات الأوروبية
في 23 ديسمبر 1967، أصدرت الطوابع التالية التي تحمل صور لوحات عالمية رسمها رسامون أوروبيون:
- 35 درهما
لوحة شقيقتان (على الشرفة)
للفنان أوغوست رينوار
- 65 درهما
لوحة "فتاة بقبعة من القش ()
للفنان أوغوست رينوار
- ريال واحد
لوحة المظلات
للفنان أوغوست رينوار
- ريالان
لوحة صندوق المسرح[الإنجليزية]
للفنان أوغوست رينوار
- ريالان
لوحة صبي يعزف على الناي (Q55815843)
للفنان هندريك تير بروغن[الإنجليزية]
- ريالان
لوحة الثنائي[الفرنسية]
للفنان هندريك تير بروغن[الإنجليزية]

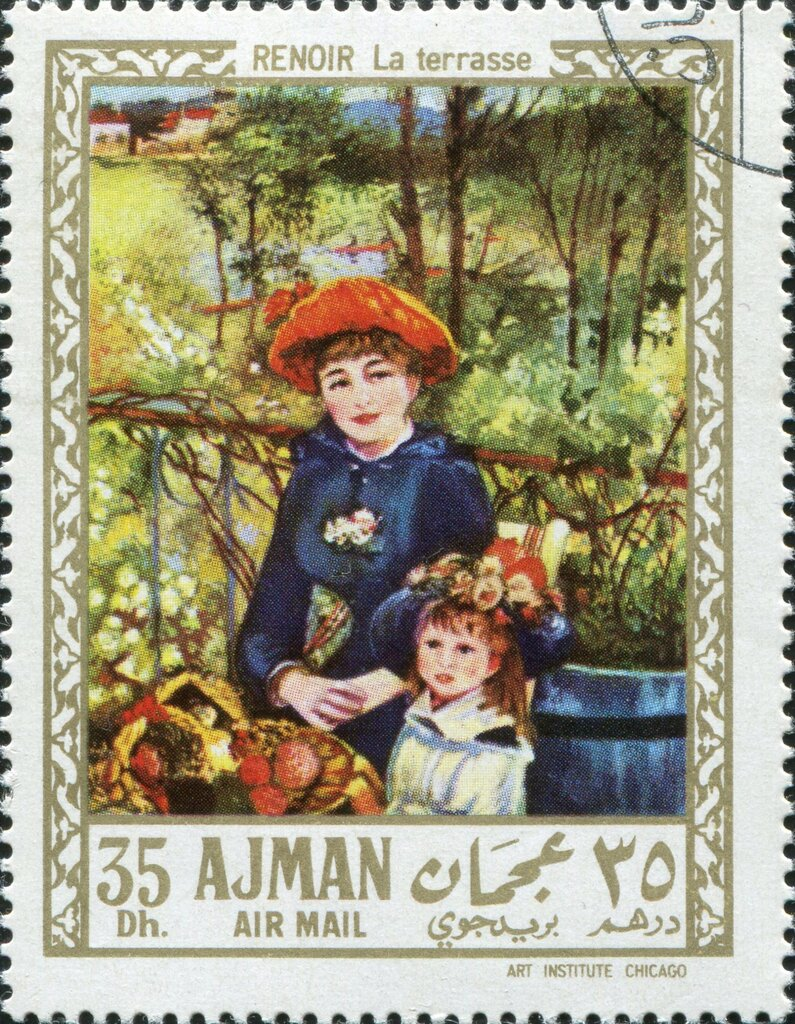
35 درهما لوحة شقيقتان (على الشرفة) للفنان أوغوست رينوار
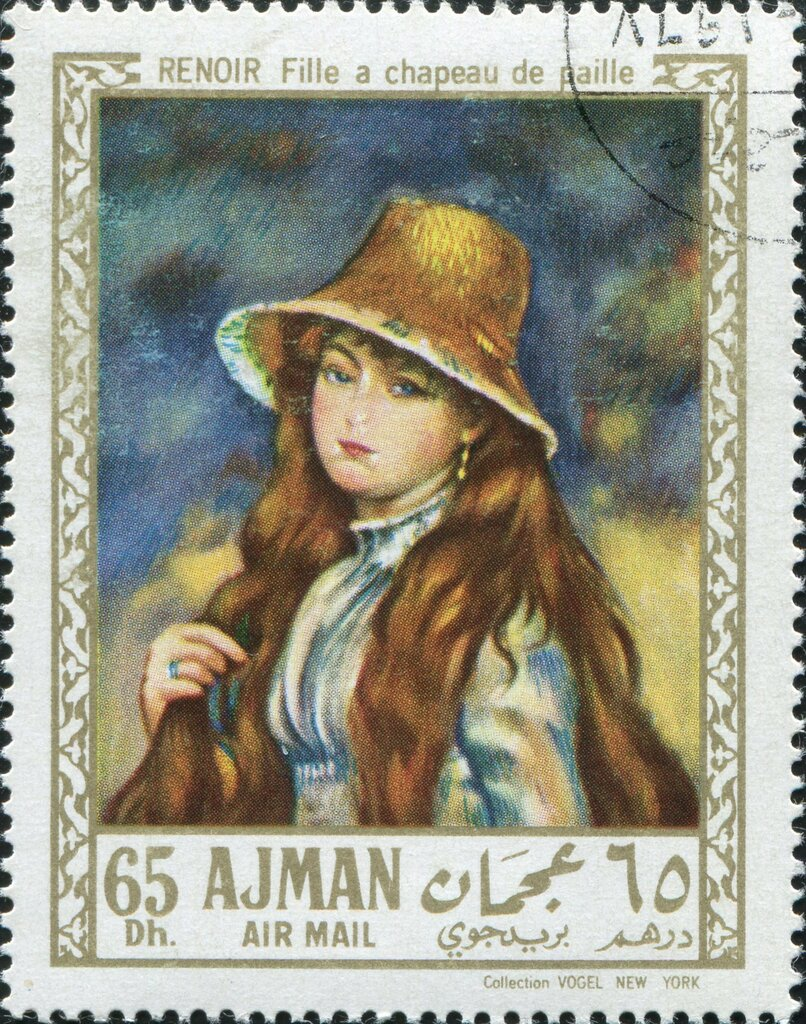
65 درهما لوحة "فتاة بقبعة من القش للفنان أوغوست رينوار
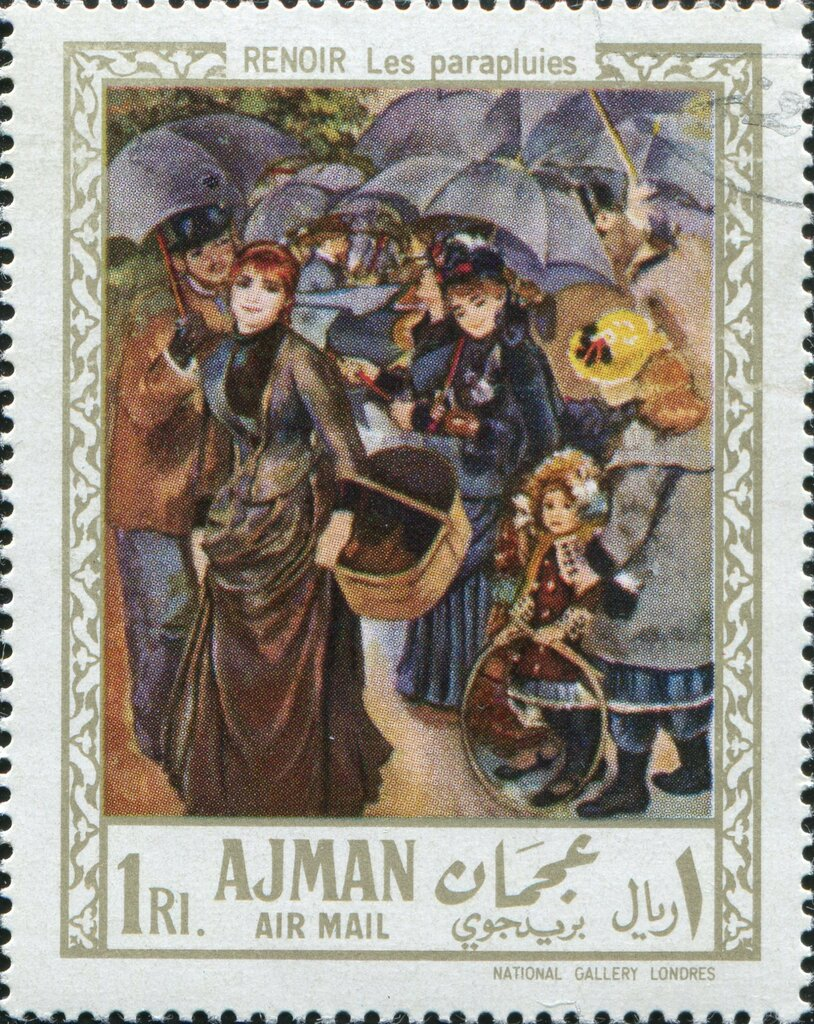
ريال واحد لوحة المظلات للفنان أوغوست رينوار
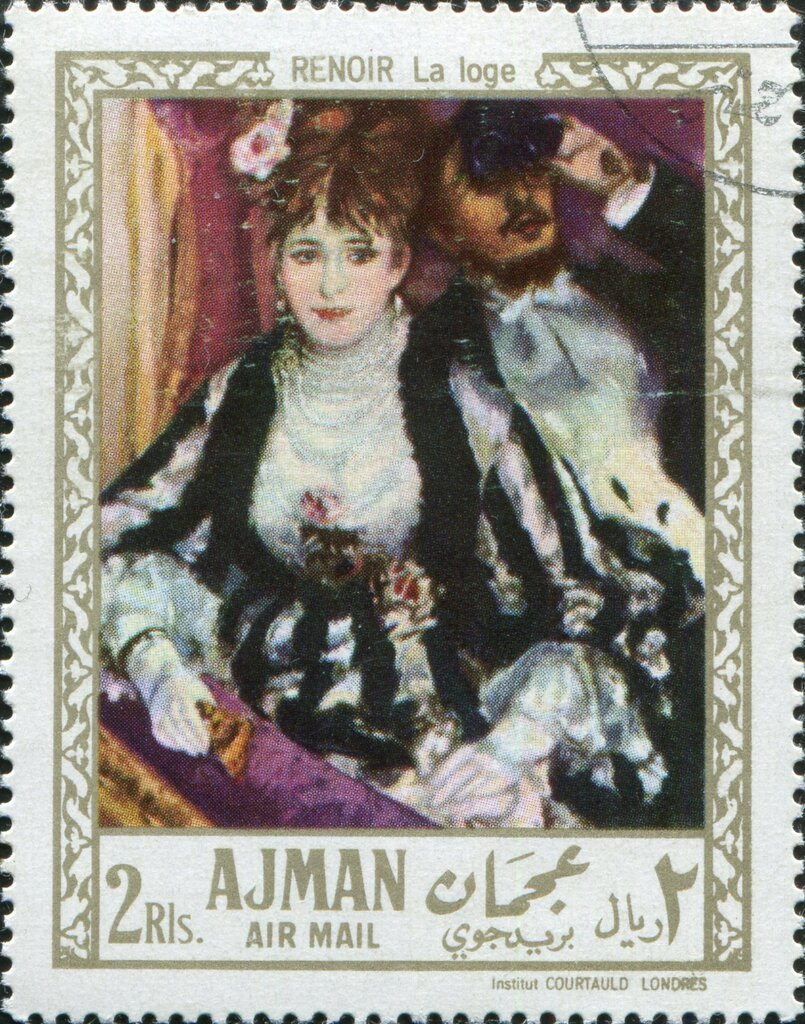
ريالان لوحة صندوق المسرح للفنان أوغوست رينوار
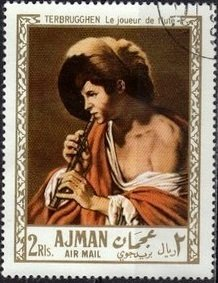
ريالان لوحة للفنان هندريك تير بروغن
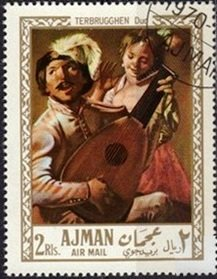
ريالان لوحة الثنائي للفنان هندريك تير بروغن

وكذلك أصدرت ورقة طوابع صغيرة تضم صور 4 طوابع، كل واحد منها بقيمة ريالين:

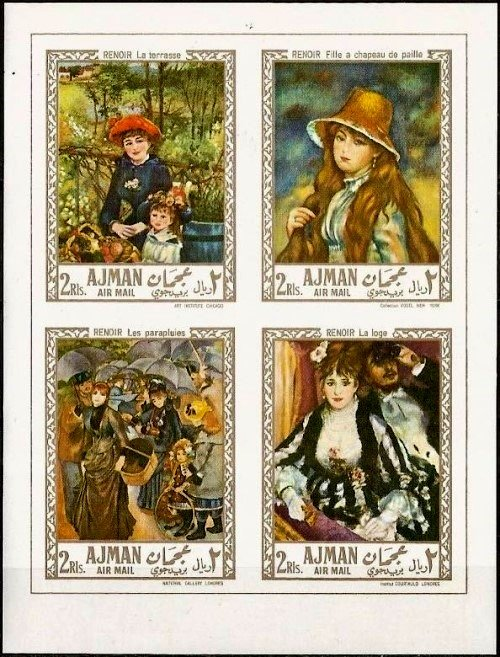
بطاقة ورقة طوابع صغيرة فيها صور لوحات أوغوست رينوار.